# Eleições autárquicas portuguesas de 2017 no distrito de Vila Real

## Resultados por Concelho
Os resultados nos Concelhos do Distrito de Vila Real foram os seguintes:

### Alijó

#### Câmara Municipal
| Partido                 | Partido                        | Votos  | %               | +/-   | Vereadores | +/-     |
| ----------------------- | ------------------------------ | ------ | --------------- | ----- | ---------- | ------- |
|                         | PSD-CDS                        | 3 568  | 44,69 / 100,00  | -     | 4 / 7      | -       |
|                         | Partido Socialista             | 3 075  | 38,52 / 100,00  | 10,06 | 3 / 7      | 1       |
|                         | Bloco de Esquerda              | 745    | 9,33 / 100,00   | -     | 0 / 7      | -       |
|                         | Coligação Democrática Unitária | 212    | 2,66 / 100,00   | 0,75  | 0 / 7      | Estável |
| Votos Inválidos         | Votos Inválidos                | 383    | 4,80 / 100,00   | 0,59  |            |         |
| Total                   | Total                          | 7 983  | 100,00 / 100,00 |       | 7 / 7      |         |
| Eleitorado/Participação | Eleitorado/Participação        | 12 271 | 65,06 / 100,00  | 1,99  |            |         |

| Freguesia                                            | %        | %     | %     | %     | Votantes |
| Freguesia                                            | PSD- CDS | PS    | BE    | CDU   | Votantes |
| ---------------------------------------------------- | -------- | ----- | ----- | ----- | -------- |
| Alijó                                                | 38,91    | 39,36 | 15,08 | 1,60  | 1 565    |
| Carlão e Amieiro                                     | 47,42    | 37,66 | 6,93  | 2,31  | 563      |
| Castedo e Cotas                                      | 43,88    | 33,95 | 15,47 | 1,85  | 433      |
| Favaios                                              | 45,34    | 32,39 | 16,27 | 1,42  | 633      |
| Pegarinhos                                           | 53,60    | 37,75 | 1,44  | 4,03  | 347      |
| Pinhão                                               | 19,46    | 53,62 | 2,94  | 19,00 | 442      |
| Pópulo e Ribalonga                                   | 61,05    | 32,39 | 1,75  | 1,53  | 457      |
| Sanfins do Douro                                     | 48,80    | 38,58 | 6,11  | 1,00  | 998      |
| Santa Eugénia                                        | 32,93    | 48,78 | 13,82 | 1,63  | 246      |
| São Mamede de Ribatua                                | 42,71    | 39,68 | 10,93 | 1,82  | 494      |
| Vale de Mendiz, Casal de Loivos e Vilarinho de Cotas | 48,48    | 40,91 | 4,04  | 3,54  | 396      |
| Vila Chã                                             | 43,32    | 44,96 | 5,45  | 1,09  | 367      |
| Vilar de Maçada                                      | 50,17    | 37,46 | 6,44  | 1,36  | 590      |
| Vila Verde                                           | 52,65    | 28,76 | 11,28 | 0,66  | 452      |
| Alijó                                                | 44,69    | 38,52 | 9,33  | 2,66  | 7 983    |

#### Assembleia Municipal
| Partido                 | Partido                        | Votos  | %               | +/-   | Deputados | +/-     |
| ----------------------- | ------------------------------ | ------ | --------------- | ----- | --------- | ------- |
|                         | PSD-CDS                        | 3 436  | 43,05 / 100,00  | -     | 10 / 21   | -       |
|                         | Partido Socialista             | 3 240  | 40,60 / 100,00  | 10,31 | 9 / 21    | 2       |
|                         | Bloco de Esquerda              | 695    | 8,71 / 100,00   | -     | 2 / 21    | -       |
|                         | Coligação Democrática Unitária | 208    | 2,61 / 100,00   | 0,35  | 0 / 21    | Estável |
| Votos Inválidos         | Votos Inválidos                | 402    | 5,03 / 100,00   | 1,23  |           |         |
| Total                   | Total                          | 7 981  | 100,00 / 100,00 |       | 21 / 21   |         |
| Eleitorado/Participação | Eleitorado/Participação        | 12 271 | 65,04 / 100,00  | 1,96  |           |         |

| Freguesia                                            | %        | %     | %     | %     | Votantes |
| Freguesia                                            | PSD- CDS | PS    | BE    | CDU   | Votantes |
| ---------------------------------------------------- | -------- | ----- | ----- | ----- | -------- |
| Alijó                                                | 38,34    | 42,88 | 11,12 | 2,43  | 1 565    |
| Carlão e Amieiro                                     | 47,42    | 38,19 | 7,82  | 1,60  | 563      |
| Castedo e Cotas                                      | 43,62    | 34,80 | 13,92 | 2,09  | 431      |
| Favaios                                              | 42,34    | 36,65 | 15,01 | 1,58  | 633      |
| Pegarinhos                                           | 51,01    | 39,77 | 2,59  | 3,46  | 347      |
| Pinhão                                               | 22,17    | 52,04 | 4,52  | 16,52 | 442      |
| Pópulo e Ribalonga                                   | 60,83    | 31,73 | 2,84  | 1,09  | 457      |
| Sanfins do Douro                                     | 46,69    | 40,68 | 5,71  | 1,50  | 998      |
| Santa Eugénia                                        | 31,71    | 50,81 | 13,41 | 0,81  | 246      |
| São Mamede de Ribatua                                | 38,46    | 41,09 | 11,94 | 1,42  | 494      |
| Vale de Mendiz, Casal de Loivos e Vilarinho de Cotas | 47,73    | 41,41 | 4,04  | 1,77  | 396      |
| Vila Chã                                             | 38,15    | 47,68 | 6,54  | 1,36  | 367      |
| Vilar de Maçada                                      | 45,59    | 43,56 | 5,76  | 1,53  | 590      |
| Vila Verde                                           | 50,44    | 28,54 | 12,61 | 1,55  | 452      |
| Alijó                                                | 43,05    | 40,60 | 8,71  | 2,61  | 7 981    |

#### Juntas de Freguesia
| Partido                 | Partido                        | Votos  | %               | +/-  | Presidentes | +/-     | Mandatos  | +/- |
| ----------------------- | ------------------------------ | ------ | --------------- | ---- | ----------- | ------- | --------- | --- |
|                         | PSD-CDS                        | 3 657  | 45,81 / 100,00  | -    | 8 / 14      | -       | 51 / 104  | -   |
|                         | Partido Socialista             | 3 372  | 42,24 / 100,00  | 7,50 | 6 / 14      | 1       | 47 / 104  | 5   |
|                         | Bloco de Esquerda              | 394    | 4,94 / 100,00   | -    | 0 / 14      | -       | 4 / 104   | -   |
|                         | Coligação Democrática Unitária | 166    | 2,08 / 100,00   | 0,86 | 0 / 14      | Estável | 2 / 104   | 2   |
| Votos Inválidos         | Votos Inválidos                | 394    | 4,93 / 100,00   | 0,24 |             |         |           |     |
| Total                   | Total                          | 7 983  | 100,00 / 100,00 |      | 14 / 14     |         | 104 / 104 | 2   |
| Eleitorado/Participação | Eleitorado/Participação        | 12 271 | 65,06 / 100,00  | 1,99 |             |         |           |     |

| Freguesia                                            | Partido Vencedor | Partido Vencedor   | %              | Mandatos |
| ---------------------------------------------------- | ---------------- | ------------------ | -------------- | -------- |
| Alijó                                                |                  | PSD-CDS            | 45,50 / 100,00 | 4 / 9    |
| Carlão e Amieiro                                     |                  | PSD-CDS            | 50,80 / 100,00 | 4 / 7    |
| Castedo e Cotas                                      |                  | PSD-CDS            | 56,48 / 100,00 | 5 / 7    |
| Favaios                                              |                  | PSD-CDS            | 47,79 / 100,00 | 5 / 9    |
| Pegarinhos                                           |                  | Partido Socialista | 48,13 / 100,00 | 4 / 7    |
| Pinhão                                               |                  | Partido Socialista | 56,56 / 100,00 | 4 / 7    |
| Pópulo e Ribalonga                                   |                  | PSD-CDS            | 61,49 / 100,00 | 5 / 7    |
| Sanfins do Douro                                     |                  | Partido Socialista | 49,60 / 100,00 | 5 / 9    |
| Santa Eugénia                                        |                  | Partido Socialista | 51,63 / 100,00 | 4 / 7    |
| São Mamede de Ribatua                                |                  | PSD-CDS            | 53,44 / 100,00 | 4 / 7    |
| Vale de Mendiz, Casal de Loivos e Vilarinho de Cotas |                  | PSD-CDS            | 47,73 / 100,00 | 4 / 7    |
| Vila Chã                                             |                  | Partido Socialista | 49,86 / 100,00 | 4 / 7    |
| Vilar de Maçada                                      |                  | Partido Socialista | 54,24 / 100,00 | 4 / 7    |
| Vila Verde                                           |                  | PSD-CDS            | 53,32 / 100,00 | 4 / 7    |

### Boticas

#### Câmara Municipal
| Partido                 | Partido                        | Votos | %               | +/-   | Vereadores | +/-     |
| ----------------------- | ------------------------------ | ----- | --------------- | ----- | ---------- | ------- |
|                         | Partido Social Democrata       | 3 141 | 76,18 / 100,00  | 11,55 | 5 / 5      | 1       |
|                         | Partido Socialista             | 568   | 13,78 / 100,00  | 7,65  | 0 / 5      | 1       |
|                         | Coligação Democrática Unitária | 193   | 4,68 / 100,00   | 4,54  | 0 / 5      | Estável |
| Votos Inválidos         | Votos Inválidos                | 221   | 5,36 / 100,00   | 0,63  |            |         |
| Total                   | Total                          | 4 123 | 100,00 / 100,00 |       | 5 / 5      |         |
| Eleitorado/Participação | Eleitorado/Participação        | 7 907 | 52,14 / 100,00  | 2,64  |            |         |

| Freguesia                           | %     | %     | %     | Votantes |
| Freguesia                           | PSD   | PS    | CDU   | Votantes |
| ----------------------------------- | ----- | ----- | ----- | -------- |
| Alturas do Barroso e Cerdedo        | 77,13 | 14,94 | 3,35  | 328      |
| Ardãos e Bobadela                   | 82,29 | 12,97 | 1,75  | 401      |
| Beça                                | 84,96 | 8,91  | 1,61  | 685      |
| Boticas e Granja                    | 74,30 | 16,17 | 2,38  | 965      |
| Codessoso, Curros e Fiães do Tâmega | 89,84 | 6,50  | 1,63  | 246      |
| Covas do Barroso                    | 68,67 | 5,42  | 22,89 | 166      |
| Dornelas                            | 39,18 | 30,41 | 20,10 | 388      |
| Pinho                               | 82,80 | 12,54 | 0,72  | 279      |
| Sapiãos                             | 78,79 | 13,64 | 2,12  | 330      |
| Vilar e Viveiro                     | 83,88 | 8,06  | 3,58  | 335      |
| Boticas                             | 76,18 | 13,78 | 4,68  | 4 123    |

#### Assembleia Municipal
| Partido                 | Partido                        | Votos | %               | +/-  | Deputados | +/-     |
| ----------------------- | ------------------------------ | ----- | --------------- | ---- | --------- | ------- |
|                         | Partido Social Democrata       | 3 011 | 73,06 / 100,00  | 9,49 | 12 / 15   | 1       |
|                         | Partido Socialista             | 550   | 13,35 / 100,00  | 8,38 | 2 / 15    | 1       |
|                         | Coligação Democrática Unitária | 304   | 7,38 / 100,00   | 2,33 | 1 / 15    | Estável |
| Votos Inválidos         | Votos Inválidos                | 256   | 6,21 / 100,00   | 1,23 |           |         |
| Total                   | Total                          | 4 121 | 100,00 / 100,00 |      | 15 / 15   |         |
| Eleitorado/Participação | Eleitorado/Participação        | 7 907 | 52,12 / 100,00  | 2,66 |           |         |

| Freguesia                           | %     | %     | %     | Votantes |
| Freguesia                           | PSD   | PS    | CDU   | Votantes |
| ----------------------------------- | ----- | ----- | ----- | -------- |
| Alturas do Barroso e Cerdedo        | 77,44 | 14,63 | 4,57  | 328      |
| Ardãos e Bobadela                   | 79,80 | 13,72 | 2,99  | 401      |
| Beça                                | 81,46 | 10,95 | 2,04  | 685      |
| Boticas e Granja                    | 69,53 | 18,45 | 3,63  | 965      |
| Codessoso, Curros e Fiães do Tâmega | 89,02 | 5,28  | 2,85  | 246      |
| Covas do Barroso                    | 68,07 | 7,83  | 18,67 | 166      |
| Dornelas                            | 34,72 | 14,77 | 40,41 | 386      |
| Pinho                               | 78,85 | 13,98 | 1,08  | 279      |
| Sapiãos                             | 79,39 | 12,73 | 2,12  | 330      |
| Vilar e Viveiro                     | 77,61 | 8,96  | 7,16  | 335      |
| Boticas                             | 73,06 | 13,35 | 7,38  | 4 121    |

#### Juntas de Freguesia
| Partido                 | Partido                  | Votos | %               | +/-   | Presidentes | +/-     | Mandatos | +/- |
| ----------------------- | ------------------------ | ----- | --------------- | ----- | ----------- | ------- | -------- | --- |
|                         | Partido Social Democrata | 3 322 | 80,59 / 100,00  | 12,50 | 9 / 10      | Estável | 69 / 74  | 9   |
|                         | Grupo de Cidadãos        | 260   | 6,31 / 100,00   | 15,80 | 1 / 10      | Estável | 5 / 74   | 8   |
| Votos Inválidos         | Votos Inválidos          | 540   | 13,10 / 100,00  | 4,91  |             |         |          |     |
| Total                   | Total                    | 4 122 | 100,00 / 100,00 |       | 10 / 10     |         | 74 / 74  |     |
| Eleitorado/Participação | Eleitorado/Participação  | 7 907 | 52,13 / 100,00  | 2,65  |             |         |          |     |

| Freguesia                           | Partido Vencedor | Partido Vencedor         | %              | Mandatos |
| ----------------------------------- | ---------------- | ------------------------ | -------------- | -------- |
| Alturas do Barroso e Cerdedo        |                  | Partido Social Democrata | 86,89 / 100,00 | 7 / 7    |
| Ardãos e Bobadela                   |                  | Partido Social Democrata | 87,28 / 100,00 | 7 / 7    |
| Beça                                |                  | Partido Social Democrata | 89,93 / 100,00 | 9 / 9    |
| Boticas e Granja                    |                  | Partido Social Democrata | 83,42 / 100,00 | 9 / 9    |
| Codessoso, Curros e Fiães do Tâmega |                  | Partido Social Democrata | 93,50 / 100,00 | 7 / 7    |
| Covas do Barroso                    |                  | Partido Social Democrata | 81,33 / 100,00 | 7 / 7    |
| Dornelas                            |                  | Grupo de Cidadãos        | 67,18 / 100,00 | 5 / 7    |
| Pinho                               |                  | Partido Social Democrata | 78,49 / 100,00 | 7 / 7    |
| Sapiãos                             |                  | Partido Social Democrata | 80,91 / 100,00 | 7 / 7    |
| Vilar e Viveiro                     |                  | Partido Social Democrata | 91,04 / 100,00 | 7 / 7    |

### Chaves

#### Câmara Municipal
| Partido                 | Partido                        | Votos  | %               | +/-   | Vereadores | +/-     |
| ----------------------- | ------------------------------ | ------ | --------------- | ----- | ---------- | ------- |
|                         | Partido Socialista             | 12 717 | 51,43 / 100,00  | 21,72 | 4 / 7      | 1       |
|                         | Partido Social Democrata       | 8 641  | 34,95 / 100,00  | 4,46  | 3 / 7      | Estável |
|                         | Coligação Democrática Unitária | 1 396  | 5,65 / 100,00   | 0,59  | 0 / 7      | Estável |
|                         | CDS – Partido Popular          | 591    | 2,39 / 100,00   | 0,76  | 0 / 7      | Estável |
|                         | Bloco de Esquerda              | 331    | 1,34 / 100,00   | -     | 0 / 7      | -       |
| Votos Inválidos         | Votos Inválidos                | 1 049  | 4,25 / 100,00   | 2,29  |            |         |
| Total                   | Total                          | 24 725 | 100,00 / 100,00 |       | 7 / 7      |         |
| Eleitorado/Participação | Eleitorado/Participação        | 44 634 | 55,37 / 100,00  | 1,60  |            |         |

| Freguesia                              | %     | %     | %     | %     | %     | Votantes |
| Freguesia                              | PS    | PSD   | CDU   | CDS   | BE    | Votantes |
| -------------------------------------- | ----- | ----- | ----- | ----- | ----- | -------- |
| Águas Frias                            | 64,64 | 25,86 | 1,71  | 3,61  | 0,38  | 526      |
| Anelhe                                 | 31,41 | 60,26 | 1,60  | 0,32  | 2,56  | 312      |
| Bustelo                                | 30,53 | 52,96 | 0,93  | 0,93  | 10,90 | 321      |
| Calvão e Soutelinho da Raia            | 53,99 | 33,88 | 4,41  | 0,28  | 0,83  | 363      |
| Cimo de Vila da Castanheira            | 34,69 | 54,37 | 1,25  | 1,56  | 0,31  | 320      |
| Curalha                                | 47,43 | 39,58 | 4,23  | 3,93  | 0,91  | 331      |
| Eiras, São Julião de Montenegro e Cela | 50,00 | 44,41 | 1,39  | 0,77  | 0,77  | 648      |
| Ervededo                               | 51,21 | 39,31 | 3,23  | 2,02  | 0,60  | 496      |
| Faiões                                 | 52,69 | 32,97 | 5,38  | 1,08  | 1,08  | 558      |
| Lama de Arcos                          | 56,02 | 34,02 | 4,98  | 0     | 0,41  | 241      |
| Loivos e Póvoa de Agrações             | 44,95 | 47,42 | 1,03  | 1,44  | 1,03  | 485      |
| Madalena e Samaiões                    | 56,03 | 30,79 | 6,31  | 2,27  | 1,01  | 1 585    |
| Mairos                                 | 70,25 | 23,97 | 2,07  | 0,41  | 1,24  | 242      |
| Moreiras                               | 38,73 | 49,51 | 1,96  | 0,98  | 1,47  | 204      |
| Nogueira da Montanha                   | 39,44 | 54,76 | 0,46  | 1,16  | 0     | 431      |
| Oura                                   | 33,80 | 47,77 | 2,23  | 11,73 | 0,84  | 358      |
| Outeiro Seco                           | 57,26 | 27,01 | 5,98  | 1,54  | 0,51  | 585      |
| Paradela                               | 72,38 | 22,10 | 0     | 0     | 1,10  | 181      |
| Planalto de Monforte                   | 59,49 | 32,49 | 2,11  | 0,84  | 0     | 237      |
| Redondelo                              | 50,29 | 42,24 | 2,30  | 0,86  | 0,29  | 348      |
| Sanfins                                | 38,95 | 56,40 | 0     | 0     | 0,58  | 172      |
| Santa Cruz/Trindade e Sanjurge         | 56,62 | 29,39 | 6,60  | 1,90  | 1,79  | 1 895    |
| Santa Leocádia                         | 46,33 | 47,71 | 0,92  | 0,92  | 0     | 218      |
| Santa Maria Maior                      | 54,28 | 27,48 | 10,38 | 2,85  | 1,53  | 6 212    |
| Santo António de Monforte              | 54,60 | 31,29 | 3,68  | 2,15  | 2,15  | 326      |
| Santo Estêvão                          | 58,70 | 28,80 | 1,90  | 5,16  | 0,54  | 368      |
| São Pedro de Agostém                   | 55,28 | 34,99 | 3,91  | 1,90  | 0,47  | 843      |
| São Vicente                            | 31,96 | 28,87 | 4,64  | 23,71 | 0,52  | 194      |
| Soutelo e Seara Velha                  | 37,78 | 54,41 | 1,76  | 0,76  | 1,01  | 397      |
| Travancas e Roriz                      | 73,60 | 17,42 | 2,81  | 0,28  | 3,09  | 356      |
| Tronco                                 | 30,77 | 62,82 | 1,28  | 0,64  | 0     | 156      |
| Vale de Anta                           | 50,97 | 32,51 | 8,75  | 1,19  | 2,38  | 926      |
| Vidago                                 | 43,07 | 45,32 | 2,69  | 3,73  | 1,39  | 1 154    |
| Vilar de Nantes                        | 55,56 | 28,64 | 7,41  | 2,80  | 0,81  | 1 107    |
| Vilarelho da Raia                      | 38,21 | 51,61 | 3,97  | 0,74  | 0,50  | 403      |
| Vilas Boas                             | 31,85 | 59,26 | 3,70  | 1,48  | 0,74  | 135      |
| Vila Verde da Raia                     | 42,48 | 41,78 | 4,02  | 1,92  | 2,45  | 572      |
| Vilela do Tâmega                       | 45,59 | 38,97 | 5,51  | 4,04  | 1,47  | 272      |
| Vilela Seca                            | 56,28 | 37,25 | 0,40  | 0,40  | 0,40  | 247      |
| Chaves                                 | 51,43 | 34,95 | 5,65  | 2,39  | 1,34  | 24 725   |

#### Assembleia Municipal
| Partido                 | Partido                        | Votos  | %               | +/-   | Deputados | +/-     |
| ----------------------- | ------------------------------ | ------ | --------------- | ----- | --------- | ------- |
|                         | Partido Socialista             | 11 807 | 47,75 / 100,00  | 18,97 | 21 / 40   | 8       |
|                         | Partido Social Democrata       | 8 974  | 36,29 / 100,00  | 3,51  | 16 / 40   | 2       |
|                         | Coligação Democrática Unitária | 1 520  | 6,15 / 100,00   | 0,39  | 2 / 40    | Estável |
|                         | CDS – Partido Popular          | 768    | 3,11 / 100,00   | 0,20  | 1 / 40    | Estável |
|                         | Bloco de Esquerda              | 492    | 1,99 / 100,00   | -     | 0 / 40    | -       |
| Votos Inválidos         | Votos Inválidos                | 1 165  | 4,71 / 100,00   | 2,42  |           |         |
| Total                   | Total                          | 24 726 | 100,00 / 100,00 |       | 40 / 40   |         |
| Eleitorado/Participação | Eleitorado/Participação        | 44 653 | 55,37 / 100,00  | 1,64  |           |         |

| Freguesia                              | %     | %     | %     | %     | %    | Votantes |
| Freguesia                              | PS    | PSD   | CDU   | CDS   | BE   | Votantes |
| -------------------------------------- | ----- | ----- | ----- | ----- | ---- | -------- |
| Águas Frias                            | 58,17 | 27,57 | 4,56  | 4,56  | 0,95 | 526      |
| Anelhe                                 | 28,85 | 63,78 | 1,92  | 0,32  | 1,28 | 312      |
| Bustelo                                | 29,28 | 52,96 | 1,56  | 0,93  | 9,03 | 321      |
| Calvão e Soutelinho da Raia            | 51,24 | 34,44 | 4,41  | 0,28  | 1,38 | 363      |
| Cimo de Vila da Castanheira            | 33,44 | 55,00 | 1,88  | 2,19  | 0,63 | 320      |
| Curalha                                | 46,83 | 38,07 | 5,44  | 4,83  | 1,21 | 331      |
| Eiras, São Julião de Montenegro e Cela | 46,45 | 46,14 | 0,77  | 2,16  | 1,54 | 648      |
| Ervededo                               | 50,00 | 40,12 | 2,02  | 2,62  | 1,01 | 496      |
| Faiões                                 | 46,95 | 34,05 | 8,06  | 1,61  | 2,15 | 558      |
| Lama de Arcos                          | 55,19 | 34,02 | 4,15  | 0,41  | 0,41 | 241      |
| Loivos e Póvoa de Agrações             | 40,82 | 48,87 | 1,65  | 1,44  | 1,44 | 485      |
| Madalena e Samaiões                    | 53,19 | 32,87 | 6,56  | 2,90  | 1,51 | 1 585    |
| Mairos                                 | 67,77 | 25,21 | 2,89  | 0,41  | 1,65 | 242      |
| Moreiras                               | 40,20 | 50,00 | 1,47  | 1,47  | 0,98 | 204      |
| Nogueira da Montanha                   | 56,61 | 36,19 | 0,46  | 1,62  | 0,70 | 431      |
| Oura                                   | 29,61 | 49,16 | 1,68  | 12,85 | 1,12 | 358      |
| Outeiro Seco                           | 52,31 | 31,45 | 5,98  | 2,05  | 1,71 | 585      |
| Paradela                               | 67,40 | 25,41 | 0     | 0     | 1,66 | 181      |
| Planalto de Monforte                   | 57,38 | 32,49 | 2,11  | 0,84  | 0,84 | 237      |
| Redondelo                              | 51,72 | 40,23 | 1,72  | 0,57  | 0,29 | 348      |
| Sanfins                                | 37,79 | 57,56 | 0     | 0     | 0    | 172      |
| Santa Cruz/Trindade e Sanjurge         | 52,35 | 31,50 | 7,12  | 2,59  | 2,43 | 1 895    |
| Santa Leocádia                         | 45,41 | 48,62 | 0,92  | 0,92  | 0,46 | 218      |
| Santa Maria Maior                      | 49,11 | 28,96 | 11,38 | 3,72  | 2,62 | 6 212    |
| Santo António de Monforte              | 50,92 | 33,74 | 4,29  | 2,76  | 2,15 | 326      |
| Santo Estêvão                          | 59,51 | 26,63 | 2,99  | 5,43  | 0,54 | 368      |
| São Pedro de Agostém                   | 52,31 | 36,54 | 4,74  | 2,02  | 0,83 | 843      |
| São Vicente                            | 25,77 | 30,41 | 24,74 | 5,15  | 1,03 | 194      |
| Soutelo e Seara Velha                  | 35,01 | 56,17 | 2,02  | 0,50  | 1,76 | 397      |
| Travancas e Roriz                      | 66,85 | 20,51 | 3,37  | 0,28  | 3,65 | 356      |
| Tronco                                 | 26,11 | 66,88 | 1,27  | 0     | 0,64 | 157      |
| Vale de Anta                           | 44,82 | 35,21 | 9,29  | 2,81  | 3,35 | 926      |
| Vidago                                 | 38,47 | 46,62 | 3,29  | 4,59  | 1,99 | 1 154    |
| Vilar de Nantes                        | 50,05 | 29,99 | 6,59  | 5,60  | 2,53 | 1 107    |
| Vilarelho da Raia                      | 37,72 | 50,87 | 3,23  | 1,74  | 0,50 | 403      |
| Vilas Boas                             | 31,85 | 56,30 | 4,44  | 2,96  | 1,48 | 135      |
| Vila Verde da Raia                     | 48,25 | 38,64 | 4,02  | 1,05  | 1,40 | 572      |
| Vilela do Tâmega                       | 40,81 | 38,60 | 6,99  | 5,15  | 4,04 | 272      |
| Vilela Seca                            | 55,06 | 38,46 | 0     | 0,81  | 0,40 | 247      |
| Chaves                                 | 47,75 | 36,29 | 6,15  | 3,11  | 1,99 | 24 726   |

#### Juntas de Freguesia
| Partido                 | Partido                        | Votos  | %               | +/-   | Presidentes | +/-     | Mandatos  | +/-     |
| ----------------------- | ------------------------------ | ------ | --------------- | ----- | ----------- | ------- | --------- | ------- |
|                         | Partido Social Democrata       | 11 260 | 45,54 / 100,00  | 1,34  | 22 / 39     | 8       | 152 / 291 | 10      |
|                         | Partido Socialista             | 10 527 | 42,58 / 100,00  | 14,18 | 16 / 39     | 9       | 129 / 291 | 35      |
|                         | Coligação Democrática Unitária | 839    | 3,39 / 100,00   | 0,24  | 0 / 39      | Estável | 1 / 291   | Estável |
|                         | CDS – Partido Popular          | 806    | 3,26 / 100,00   | 1,02  | 1 / 39      | 1       | 6 / 291   | 5       |
|                         | Bloco de Esquerda              | 122    | 0,49 / 100,00   | -     | 0 / 39      | -       | 0 / 291   | -       |
|                         | Grupo de Cidadãos              | 96     | 0,39 / 100,00   | 14,89 | 0 / 39      | 2       | 3 / 291   | 34      |
| Votos Inválidos         | Votos Inválidos                | 1 074  | 4,34 / 100,00   | 1,81  |             |         |           |         |
| Total                   | Total                          | 24 724 | 100,00 / 100,00 |       | 39 / 39     |         | 291 / 291 | 4       |
| Eleitorado/Participação | Eleitorado/Participação        | 44 653 | 55,37 / 100,00  | 1,57  |             |         |           |         |

| Freguesia                              | Partido Vencedor | Partido Vencedor         | %              | Mandatos |
| -------------------------------------- | ---------------- | ------------------------ | -------------- | -------- |
| Águas Frias                            |                  | Partido Socialista       | 53,99 / 100,00 | 4 / 7    |
| Anelhe                                 |                  | Partido Social Democrata | 71,15 / 100,00 | 5 / 7    |
| Bustelo                                |                  | Partido Social Democrata | 71,96 / 100,00 | 6 / 7    |
| Calvão e Soutelinho da Raia            |                  | Partido Socialista       | 59,78 / 100,00 | 5 / 7    |
| Cimo de Vila da Castanheira            |                  | Partido Social Democrata | 69,69 / 100,00 | 6 / 7    |
| Curalha                                |                  | Partido Socialista       | 53,17 / 100,00 | 4 / 7    |
| Eiras, São Julião de Montenegro e Cela |                  | Partido Social Democrata | 52,16 / 100,00 | 4 / 7    |
| Ervededo                               |                  | Partido Social Democrata | 48,79 / 100,00 | 4 / 7    |
| Faiões                                 |                  | Partido Social Democrata | 45,52 / 100,00 | 4 / 7    |
| Lama de Arcos                          |                  | Partido Socialista       | 63,49 / 100,00 | 5 / 7    |
| Loivos e Póvoa de Agrações             |                  | Partido Social Democrata | 56,70 / 100,00 | 4 / 7    |
| Madalena e Samaiões                    |                  | Partido Socialista       | 53,44 / 100,00 | 5 / 9    |
| Mairos                                 |                  | Partido Socialista       | 69,42 / 100,00 | 5 / 7    |
| Moreiras                               |                  | Partido Social Democrata | 50,00 / 100,00 | 4 / 7    |
| Nogueira da Montanha                   |                  | Partido Social Democrata | 66,36 / 100,00 | 5 / 7    |
| Oura                                   |                  | Partido Social Democrata | 57,82 / 100,00 | 4 / 7    |
| Outeiro Seco                           |                  | Partido Social Democrata | 48,89 / 100,00 | 4 / 7    |
| Paradela                               |                  | Partido Socialista       | 75,14 / 100,00 | 6 / 7    |
| Planalto de Monforte                   |                  | Partido Socialista       | 58,65 / 100,00 | 4 / 7    |
| Redondelo                              |                  | Partido Socialista       | 50,86 / 100,00 | 4 / 7    |
| Sanfins                                |                  | Partido Social Democrata | 57,56 / 100,00 | 4 / 7    |
| Santa Cruz/Trindade e Sanjurge         |                  | Partido Socialista       | 50,50 / 100,00 | 5 / 9    |
| Santa Leocádia                         |                  | Partido Social Democrata | 61,47 / 100,00 | 5 / 7    |
| Santa Maria Maior                      |                  | Partido Social Democrata | 41,14 / 100,00 | 6 / 13   |
| Santo António de Monforte              |                  | Partido Socialista       | 47,85 / 100,00 | 4 / 7    |
| Santo Estêvão                          |                  | Partido Socialista       | 60,87 / 100,00 | 5 / 7    |
| São Pedro de Agostém                   |                  | Partido Socialista       | 50,53 / 100,00 | 5 / 9    |
| São Vicente                            |                  | CDS – Partido Popular    | 43,30 / 100,00 | 4 / 7    |
| Soutelo e Seara Velha                  |                  | Partido Social Democrata | 60,86 / 100,00 | 5 / 7    |
| Travancas e Roriz                      |                  | Partido Socialista       | 74,44 / 100,00 | 6 / 7    |
| Tronco                                 |                  | Partido Social Democrata | 78,34 / 100,00 | 6 / 7    |
| Vale de Anta                           |                  | Partido Social Democrata | 52,38 / 100,00 | 5 / 9    |
| Vidago                                 |                  | Partido Social Democrata | 59,19 / 100,00 | 6 / 9    |
| Vilar de Nantes                        |                  | Partido Socialista       | 43,99 / 100,00 | 5 / 9    |
| Vilarelho da Raia                      |                  | Partido Social Democrata | 60,55 / 100,00 | 4 / 7    |
| Vilas Boas                             |                  | Partido Social Democrata | 62,96 / 100,00 | 5 / 7    |
| Vila Verde da Raia                     |                  | Partido Social Democrata | 59,44 / 100,00 | 5 / 7    |
| Vilela do Tâmega                       |                  | Partido Social Democrata | 47,79 / 100,00 | 4 / 7    |
| Vilela Seca                            |                  | Partido Socialista       | 54,25 / 100,00 | 4 / 7    |

### Mesão Frio

#### Câmara Municipal
| Partido                 | Partido                        | Votos | %               | +/-   | Vereadores | +/-     |
| ----------------------- | ------------------------------ | ----- | --------------- | ----- | ---------- | ------- |
|                         | Partido Socialista             | 1 700 | 61,55 / 100,00  | 2,16  | 4 / 5      | 1       |
|                         | Partido Social Democrata       | 562   | 20,35 / 100,00  | 14,87 | 1 / 5      | 1       |
|                         | Bloco de Esquerda              | 353   | 12,78 / 100,00  | -     | 0 / 5      | -       |
|                         | CDS – Partido Popular          | 27    | 0,98 / 100,00   | 0,20  | 0 / 5      | Estável |
|                         | Coligação Democrática Unitária | 26    | 0,94 / 100,00   | 0,20  | 0 / 5      | Estável |
| Votos Inválidos         | Votos Inválidos                | 94    | 3,41 / 100,00   | 0,47  |            |         |
| Total                   | Total                          | 2 762 | 100,00 / 100,00 |       | 5 / 5      |         |
| Eleitorado/Participação | Eleitorado/Participação        | 3 924 | 70,39 / 100,00  | 1,97  |            |         |

| Freguesia                | %     | %     | %     | %    | %    | Votantes |
| Freguesia                | PS    | PSD   | BE    | CDS  | CDU  | Votantes |
| ------------------------ | ----- | ----- | ----- | ---- | ---- | -------- |
| Barqueiros               | 61,54 | 20,51 | 13,52 | 0,47 | 1,17 | 429      |
| Cidadelhe                | 60,17 | 28,81 | 7,63  | 0,85 | 1,69 | 118      |
| Mesão Frio (Santo André) | 60,03 | 18,43 | 16,80 | 0,90 | 0,90 | 1 226    |
| Oliveira                 | 71,38 | 19,93 | 4,35  | 0,36 | 0,72 | 276      |
| Vila Marim               | 60,59 | 22,30 | 9,54  | 1,68 | 0,84 | 713      |
| Mesão Frio               | 61,55 | 20,35 | 12,78 | 0,98 | 0,94 | 2 762    |

#### Assembleia Municipal
| Partido                 | Partido                        | Votos | %               | +/-  | Deputados | +/-     |
| ----------------------- | ------------------------------ | ----- | --------------- | ---- | --------- | ------- |
|                         | Partido Socialista             | 1 730 | 62,64 / 100,00  | 4,35 | 11 / 15   | 2       |
|                         | Partido Social Democrata       | 784   | 28,39 / 100,00  | 7,67 | 4 / 15    | 2       |
|                         | Coligação Democrática Unitária | 121   | 4,38 / 100,00   | 3,51 | 0 / 15    | Estável |
| Votos Inválidos         | Votos Inválidos                | 127   | 4,60 / 100,00   | 0,92 |           |         |
| Total                   | Total                          | 2 762 | 100,00 / 100,00 |      | 15 / 15   |         |
| Eleitorado/Participação | Eleitorado/Participação        | 3 924 | 70,39 / 100,00  | 1,97 |           |         |

| Freguesia                | %     | %     | %    | Votantes |
| Freguesia                | PS    | PSD   | CDU  | Votantes |
| ------------------------ | ----- | ----- | ---- | -------- |
| Barqueiros               | 65,03 | 23,31 | 5,83 | 429      |
| Cidadelhe                | 58,47 | 34,75 | 5,08 | 118      |
| Mesão Frio (Santo André) | 61,17 | 30,51 | 4,00 | 1 226    |
| Oliveira                 | 73,19 | 22,10 | 1,45 | 276      |
| Vila Marim               | 60,31 | 29,17 | 5,19 | 713      |
| Mesão Frio               | 62,64 | 28,39 | 4,38 | 2 762    |

#### Juntas de Freguesia
| Partido                 | Partido                        | Votos | %               | +/-  | Presidentes | +/-     | Mandatos | +/-     |
| ----------------------- | ------------------------------ | ----- | --------------- | ---- | ----------- | ------- | -------- | ------- |
|                         | Partido Socialista             | 1 805 | 65,35 / 100,00  | 6,97 | 5 / 5       | Estável | 27 / 39  | Estável |
|                         | Partido Social Democrata       | 810   | 29,33 / 100,00  | 8,41 | 0 / 5       | Estável | 12 / 39  | Estável |
|                         | Coligação Democrática Unitária | 5     | 0,18 / 100,00   | 0,05 | 0 / 5       | Estável | 0 / 39   | Estável |
| Votos Inválidos         | Votos Inválidos                | 142   | 5,14 / 100,00   | 2,39 |             |         |          |         |
| Total                   | Total                          | 2 762 | 100,00 / 100,00 |      | 5 / 5       |         | 39 / 39  |         |
| Eleitorado/Participação | Eleitorado/Participação        | 3 924 | 70,39 / 100,00  | 1,97 |             |         |          |         |

| Freguesia                | Partido Vencedor | Partido Vencedor   | %              | Mandatos |
| ------------------------ | ---------------- | ------------------ | -------------- | -------- |
| Barqueiros               |                  | Partido Socialista | 65,03 / 100,00 | 5 / 7    |
| Cidadelhe                |                  | Partido Socialista | 54,24 / 100,00 | 5 / 7    |
| Mesão Frio (Santo André) |                  | Partido Socialista | 63,70 / 100,00 | 6 / 9    |
| Oliveira                 |                  | Partido Socialista | 68,84 / 100,00 | 5 / 7    |
| Vila Marim               |                  | Partido Socialista | 68,86 / 100,00 | 7 / 9    |

### Mondim de Basto

#### Câmara Municipal
| Partido                 | Partido                        | Votos | %               | +/-  | Vereadores | +/-     |
| ----------------------- | ------------------------------ | ----- | --------------- | ---- | ---------- | ------- |
|                         | Partido Socialista             | 2 755 | 58,20 / 100,00  | 1,00 | 4 / 5      | 1       |
|                         | CDS – Partido Popular          | 1 102 | 23,28 / 100,00  | -    | 1 / 5      | -       |
|                         | Partido Social Democrata       | 601   | 12,70 / 100,00  | -    | 0 / 5      | -       |
|                         | Coligação Democrática Unitária | 132   | 2,79 / 100,00   | 2,12 | 0 / 5      | Estável |
| Votos Inválidos         | Votos Inválidos                | 144   | 3,04 / 100,00   | 0,67 |            |         |
| Total                   | Total                          | 4 734 | 100,00 / 100,00 |      | 5 / 5      |         |
| Eleitorado/Participação | Eleitorado/Participação        | 8 351 | 56,69 / 100,00  | 2,12 |            |         |

| Freguesia                        | %     | %     | %     | %    | Votantes |
| Freguesia                        | PS    | CDS   | PSD   | CDU  | Votantes |
| -------------------------------- | ----- | ----- | ----- | ---- | -------- |
| Atei                             | 61,96 | 18,71 | 15,12 | 1,61 | 807      |
| Bilhó                            | 73,50 | 17,25 | 4,75  | 2,00 | 400      |
| Campanhó e Paradança             | 54,56 | 19,88 | 23,33 | 0,61 | 493      |
| Ermelo e Pardelhas               | 50,83 | 36,88 | 8,04  | 1,42 | 423      |
| São Cristovão de Mondim de Basto | 51,92 | 29,53 | 12,44 | 2,28 | 1 930    |
| Vilar de Ferreiros               | 69,75 | 8,52  | 10,43 | 8,52 | 681      |
| Mondim de Basto                  | 58,20 | 23,28 | 12,70 | 2,79 | 4 734    |

#### Assembleia Municipal
| Partido                 | Partido                        | Votos | %               | +/-  | Deputados | +/-     |
| ----------------------- | ------------------------------ | ----- | --------------- | ---- | --------- | ------- |
|                         | Partido Socialista             | 2 600 | 54,92 / 100,00  | 1,68 | 9 / 15    | Estável |
|                         | CDS – Partido Popular          | 1 048 | 22,14 / 100,00  | -    | 3 / 15    | -       |
|                         | Partido Social Democrata       | 812   | 17,15 / 100,00  | -    | 3 / 15    | -       |
|                         | Coligação Democrática Unitária | 114   | 2,41 / 100,00   | 1,01 | 0 / 15    | Estável |
| Votos Inválidos         | Votos Inválidos                | 160   | 3,38 / 100,00   | 0,43 |           |         |
| Total                   | Total                          | 4 734 | 100,00 / 100,00 |      | 15 / 15   |         |
| Eleitorado/Participação | Eleitorado/Participação        | 8 351 | 56,69 / 100,00  | 2,12 |           |         |

| Freguesia                        | %     | %     | %     | %    | Votantes |
| Freguesia                        | PS    | CDS   | PSD   | CDU  | Votantes |
| -------------------------------- | ----- | ----- | ----- | ---- | -------- |
| Atei                             | 58,98 | 19,08 | 17,84 | 1,98 | 807      |
| Bilhó                            | 73,00 | 18,00 | 5,25  | 1,50 | 400      |
| Campanhó e Paradança             | 51,32 | 19,68 | 23,33 | 2,43 | 493      |
| Ermelo e Pardelhas               | 48,46 | 37,83 | 10,17 | 0,71 | 423      |
| São Cristovão de Mondim de Basto | 48,08 | 25,49 | 18,96 | 3,21 | 1 930    |
| Vilar de Ferreiros               | 65,49 | 10,72 | 18,06 | 2,20 | 681      |
| Mondim de Basto                  | 54,92 | 22,14 | 17,15 | 2,41 | 4 734    |

#### Juntas de Freguesia
| Partido                 | Partido                        | Votos | %               | +/-  | Presidentes | +/-     | Mandatos | +/-     |
| ----------------------- | ------------------------------ | ----- | --------------- | ---- | ----------- | ------- | -------- | ------- |
|                         | Partido Socialista             | 2 118 | 44,74 / 100,00  | 3,50 | 4 / 6       | Estável | 23 / 48  | 2       |
|                         | CDS – Partido Popular          | 1 292 | 27,29 / 100,00  | -    | 1 / 6       | -       | 13 / 48  | -       |
|                         | Partido Social Democrata       | 867   | 18,31 / 100,00  | -    | 0 / 6       | -       | 8 / 48   | -       |
|                         | Grupo de Cidadãos              | 246   | 5,20 / 100,00   | 0,02 | 1 / 6       | Estável | 4 / 48   | Estável |
|                         | Coligação Democrática Unitária | 46    | 0,97 / 100,00   | 0,64 | 0 / 6       | Estável | 0 / 48   | Estável |
| Votos Inválidos         | Votos Inválidos                | 165   | 3,48 / 100,00   | 0,14 |             |         |          |         |
| Total                   | Total                          | 4 734 | 100,00 / 100,00 |      | 6 / 6       |         | 48 / 48  |         |
| Eleitorado/Participação | Eleitorado/Participação        | 8 351 | 56,69 / 100,00  | 2,12 |             |         |          |         |

| Freguesia                        | Partido Vencedor | Partido Vencedor      | %              | Mandatos |
| -------------------------------- | ---------------- | --------------------- | -------------- | -------- |
| Atei                             |                  | Partido Socialista    | 56,13 / 100,00 | 5 / 9    |
| Bilhó                            |                  | Partido Socialista    | 76,25 / 100,00 | 6 / 7    |
| Campanhó e Paradança             |                  | Grupo de Cidadãos     | 49,90 / 100,00 | 4 / 7    |
| Ermelo e Pardelhas               |                  | CDS – Partido Popular | 49,88 / 100,00 | 4 / 7    |
| São Cristovão de Mondim de Basto |                  | Partido Socialista    | 41,92 / 100,00 | 4 / 9    |
| Vilar de Ferreiros               |                  | Partido Socialista    | 52,72 / 100,00 | 5 / 9    |

### Montalegre

#### Câmara Municipal
| Partido                 | Partido                        | Votos  | %               | +/-  | Vereadores | +/-     |
| ----------------------- | ------------------------------ | ------ | --------------- | ---- | ---------- | ------- |
|                         | Partido Socialista             | 4 696  | 60,60 / 100,00  | 1,73 | 5 / 7      | Estável |
|                         | PSD-CDS                        | 2 383  | 30,75 / 100,00  | 3,68 | 2 / 7      | Estável |
|                         | Coligação Democrática Unitária | 211    | 2,72 / 100,00   | 1,14 | 0 / 7      | Estável |
| Votos Inválidos         | Votos Inválidos                | 459    | 5,92 / 100,00   | 0,80 |            |         |
| Total                   | Total                          | 7 749  | 100,00 / 100,00 |      | 7 / 7      |         |
| Eleitorado/Participação | Eleitorado/Participação        | 14 949 | 51,84 / 100,00  | 3,06 |            |         |

| Freguesia                          | %     | %        | %    | Votantes |
| Freguesia                          | PS    | PSD- CDS | CDU  | Votantes |
| ---------------------------------- | ----- | -------- | ---- | -------- |
| Cabril                             | 57,60 | 29,24    | 3,80 | 342      |
| Cambeses do Rio, Donões e Mourilhe | 50,70 | 34,74    | 4,23 | 213      |
| Cervos                             | 38,58 | 50,39    | 3,54 | 254      |
| Chã                                | 57,24 | 35,21    | 0,65 | 463      |
| Covelo do Gerês                    | 57,82 | 38,10    | 0    | 147      |
| Ferral                             | 56,19 | 35,84    | 2,65 | 226      |
| Gralhas                            | 65,63 | 28,13    | 2,23 | 224      |
| Meixedo e Padornelos               | 56,88 | 37,68    | 1,45 | 276      |
| Montalegre e Padroso               | 54,29 | 32,87    | 4,42 | 1 223    |
| Morgade                            | 43,87 | 37,42    | 5,16 | 155      |
| Negrões                            | 85,71 | 9,77     | 1,50 | 133      |
| Outeiro                            | 66,03 | 32,69    | 1,28 | 156      |
| Paradela, Contim e Fiães           | 62,69 | 33,73    | 2,69 | 335      |
| Pitões das Júnias                  | 71,32 | 23,53    | 0    | 136      |
| Reigoso                            | 71,93 | 24,56    | 0,88 | 114      |
| Salto                              | 65,96 | 26,97    | 1,82 | 990      |
| Santo André                        | 54,34 | 39,88    | 0    | 173      |
| Sarraquinhos                       | 64,17 | 30,31    | 1,18 | 254      |
| Sezelhe e Covelães                 | 76,85 | 15,76    | 2,96 | 203      |
| Solveira                           | 59,44 | 24,48    | 3,50 | 143      |
| Tourém                             | 75,45 | 16,36    | 1,82 | 110      |
| Venda Nova e Pondras               | 58,46 | 32,05    | 5,34 | 337      |
| Viade de Baixo e Fervidelas        | 65,82 | 28,16    | 2,22 | 632      |
| Vila da Ponte                      | 67,06 | 22,35    | 6,47 | 170      |
| Vilar de Perdizes e Meixide        | 62,65 | 27,94    | 2,65 | 340      |
| Montalegre                         | 60,60 | 30,75    | 2,72 | 7 749    |

#### Assembleia Municipal
| Partido                 | Partido                        | Votos  | %               | +/-  | Deputados | +/-     |
| ----------------------- | ------------------------------ | ------ | --------------- | ---- | --------- | ------- |
|                         | Partido Socialista             | 4 545  | 58,65 / 100,00  | 1,53 | 17 / 26   | 1       |
|                         | PSD-CDS                        | 2 517  | 32,48 / 100,00  | 2,26 | 9 / 26    | 1       |
|                         | Coligação Democrática Unitária | 223    | 2,88 / 100,00   | 1,00 | 0 / 26    | Estável |
| Votos Inválidos         | Votos Inválidos                | 464    | 5,99 / 100,00   | 0,27 |           |         |
| Total                   | Total                          | 7 749  | 100,00 / 100,00 |      | 26 / 26   |         |
| Eleitorado/Participação | Eleitorado/Participação        | 14 949 | 51,84 / 100,00  | 3,05 |           |         |

| Freguesia                          | %     | %        | %    | Votantes |
| Freguesia                          | PS    | PSD- CDS | CDU  | Votantes |
| ---------------------------------- | ----- | -------- | ---- | -------- |
| Cabril                             | 55,56 | 29,82    | 3,80 | 342      |
| Cambeses do Rio, Donões e Mourilhe | 52,11 | 33,33    | 3,76 | 213      |
| Cervos                             | 36,61 | 53,94    | 1,57 | 254      |
| Chã                                | 53,13 | 38,01    | 3,24 | 463      |
| Covelo do Gerês                    | 59,18 | 34,69    | 1,36 | 147      |
| Ferral                             | 56,19 | 35,84    | 2,21 | 226      |
| Gralhas                            | 60,71 | 32,14    | 1,34 | 224      |
| Meixedo e Padornelos               | 56,88 | 35,87    | 3,26 | 276      |
| Montalegre e Padroso               | 54,95 | 33,28    | 5,89 | 1 223    |
| Morgade                            | 41,29 | 38,06    | 6,45 | 155      |
| Negrões                            | 85,71 | 8,27     | 3,01 | 133      |
| Outeiro                            | 64,74 | 32,69    | 0,64 | 156      |
| Paradela, Contim e Fiães           | 59,40 | 34,93    | 3,88 | 335      |
| Pitões das Júnias                  | 72,79 | 22,06    | 1,47 | 136      |
| Reigoso                            | 65,79 | 28,95    | 0,88 | 114      |
| Salto                              | 60,91 | 31,92    | 1,62 | 990      |
| Santo André                        | 33,53 | 54,34    | 0    | 173      |
| Sarraquinhos                       | 61,81 | 34,25    | 0    | 254      |
| Sezelhe e Covelães                 | 73,89 | 17,73    | 1,97 | 203      |
| Solveira                           | 58,74 | 25,87    | 2,10 | 143      |
| Tourém                             | 71,82 | 20,91    | 0,91 | 110      |
| Venda Nova e Pondras               | 57,27 | 32,94    | 3,86 | 337      |
| Viade de Baixo e Fervidelas        | 65,51 | 29,11    | 2,06 | 632      |
| Vila da Ponte                      | 68,24 | 23,53    | 3,53 | 170      |
| Vilar de Perdizes e Meixide        | 64,71 | 27,06    | 1,47 | 340      |
| Montalegre                         | 58,65 | 32,48    | 2,88 | 7 749    |

#### Juntas de Freguesia
| Partido                 | Partido                        | Votos  | %               | +/-  | Presidentes | +/-     | Mandatos  | +/-     |
| ----------------------- | ------------------------------ | ------ | --------------- | ---- | ----------- | ------- | --------- | ------- |
|                         | Partido Socialista             | 4 181  | 53,96 / 100,00  | 0,04 | 19 / 25     | Estável | 119 / 183 | 4       |
|                         | PSD-CDS                        | 1 936  | 24,99 / 100,00  | 3,02 | 3 / 25      | Estável | 37 / 183  | 5       |
|                         | Grupo de Cidadãos              | 724    | 9,34 / 100,00   | 2,91 | 3 / 25      | Estável | 27 / 183  | 1       |
|                         | Coligação Democrática Unitária | 50     | 0,65 / 100,00   | 0,36 | 0 / 25      | Estável | 0 / 183   | Estável |
| Votos Inválidos         | Votos Inválidos                | 857    | 11,07 / 100,00  | 0,43 |             |         |           |         |
| Total                   | Total                          | 7 748  | 100,00 / 100,00 |      | 25 / 25     |         | 183 / 183 |         |
| Eleitorado/Participação | Eleitorado/Participação        | 14 949 | 51,83 / 100,00  | 3,06 |             |         |           |         |

| Freguesia                          | Partido Vencedor | Partido Vencedor   | %              | Mandatos |
| ---------------------------------- | ---------------- | ------------------ | -------------- | -------- |
| Cabril                             |                  | Grupo de Cidadãos  | 54,09 / 100,00 | 7 / 7    |
| Cambeses do Rio, Donões e Mourilhe |                  | Grupo de Cidadãos  | 72,30 / 100,00 | 7 / 7    |
| Cervos                             |                  | PSD-CDS            | 60,24 / 100,00 | 4 / 7    |
| Chã                                |                  | PSD-CDS            | 49,46 / 100,00 | 5 / 9    |
| Covelo do Gerês                    |                  | Partido Socialista | 68,03 / 100,00 | 5 / 7    |
| Ferral                             |                  | Partido Socialista | 65,93 / 100,00 | 7 / 7    |
| Gralhas                            |                  | Partido Socialista | 59,38 / 100,00 | 4 / 7    |
| Meixedo e Padornelos               |                  | Partido Socialista | 60,51 / 100,00 | 5 / 7    |
| Montalegre e Padroso               |                  | Partido Socialista | 58,58 / 100,00 | 6 / 9    |
| Morgade                            |                  | Partido Socialista | 42,58 / 100,00 | 7 / 7    |
| Negrões                            |                  | Partido Socialista | 95,49 / 100,00 | 7 / 7    |
| Outeiro                            |                  | Partido Socialista | 63,46 / 100,00 | 5 / 7    |
| Paradela, Contim e Fiães           |                  | Partido Socialista | 56,12 / 100,00 | 4 / 7    |
| Pitões das Júnias                  |                  | Partido Socialista | 81,62 / 100,00 | 7 / 7    |
| Reigoso                            |                  | Partido Socialista | 73,68 / 100,00 | 7 / 7    |
| Salto                              |                  | Partido Socialista | 55,35 / 100,00 | 5 / 9    |
| Santo André                        |                  | PSD-CDS            | 52,60 / 100,00 | 4 / 7    |
| Sarraquinhos                       |                  | Partido Socialista | 66,54 / 100,00 | 5 / 7    |
| Sezelhe e Covelães                 |                  | Grupo de Cidadãos  | 89,11 / 100,00 | 7 / 7    |
| Solveira                           |                  | Partido Socialista | 53,85 / 100,00 | 4 / 7    |
| Tourém                             |                  | Partido Socialista | 64,55 / 100,00 | 7 / 7    |
| Venda Nova e Pondras               |                  | Partido Socialista | 53,12 / 100,00 | 4 / 7    |
| Viade de Baixo e Fervidelas        |                  | Partido Socialista | 71,47 / 100,00 | 7 / 9    |
| Vila da Ponte                      |                  | Partido Socialista | 74,71 / 100,00 | 6 / 7    |
| Vilar de Perdizes e Meixide        |                  | Partido Socialista | 72,35 / 100,00 | 7 / 7    |

### Murça

#### Câmara Municipal
| Partido                 | Partido                        | Votos | %               | +/-  | Vereadores | +/-     |
| ----------------------- | ------------------------------ | ----- | --------------- | ---- | ---------- | ------- |
|                         | Partido Social Democrata       | 2 028 | 47,82 / 100,00  | 4,87 | 3 / 5      | 1       |
|                         | Partido Socialista             | 1 908 | 44,99 / 100,00  | 0,32 | 2 / 5      | 1       |
|                         | CDS – Partido Popular          | 119   | 2,81 / 100,00   | 3,83 | 0 / 5      | Estável |
|                         | Coligação Democrática Unitária | 47    | 1,11 / 100,00   | 0,15 | 0 / 5      | Estável |
| Votos Inválidos         | Votos Inválidos                | 139   | 3,28 / 100,00   | 0,86 |            |         |
| Total                   | Total                          | 4 241 | 100,00 / 100,00 |      | 5 / 5      |         |
| Eleitorado/Participação | Eleitorado/Participação        | 6 845 | 61,96 / 100,00  | 0,78 |            |         |

| Freguesia          | %     | %     | %    | %    | Votantes |
| Freguesia          | PSD   | PS    | CDS  | CDU  | Votantes |
| ------------------ | ----- | ----- | ---- | ---- | -------- |
| Candedo            | 44,09 | 51,51 | 1,51 | 0,55 | 728      |
| Carva e Vilares    | 56,69 | 36,75 | 1,31 | 2,36 | 381      |
| Fiolhoso           | 38,29 | 54,57 | 3,43 | 0,86 | 350      |
| Jou                | 38,41 | 45,72 | 8,77 | 1,04 | 479      |
| Murça              | 54,30 | 40,25 | 1,91 | 0,88 | 1 359    |
| Noura e Palheiros  | 44,01 | 48,10 | 2,19 | 1,32 | 684      |
| Valongo de Milhais | 51,54 | 41,15 | 3,08 | 1,92 | 260      |
| Murça              | 47,82 | 44,99 | 2,81 | 1,11 | 4 241    |

#### Assembleia Municipal
| Partido                 | Partido                        | Votos | %               | +/-  | Deputados | +/-     |
| ----------------------- | ------------------------------ | ----- | --------------- | ---- | --------- | ------- |
|                         | Partido Social Democrata       | 2 002 | 47,22 / 100,00  | 3,26 | 8 / 15    | 1       |
|                         | Partido Socialista             | 1 887 | 44,50 / 100,00  | 3,54 | 7 / 15    | Estável |
|                         | CDS – Partido Popular          | 133   | 3,14 / 100,00   | 5,40 | 0 / 15    | 1       |
|                         | Coligação Democrática Unitária | 49    | 1,16 / 100,00   | 0,33 | 0 / 15    | Estável |
| Votos Inválidos         | Votos Inválidos                | 169   | 3,98 / 100,00   | 1,08 |           |         |
| Total                   | Total                          | 4 240 | 100,00 / 100,00 |      | 15 / 15   |         |
| Eleitorado/Participação | Eleitorado/Participação        | 6 845 | 61,94 / 100,00  | 0,76 |           |         |

| Freguesia          | %     | %     | %    | %    | Votantes |
| Freguesia          | PSD   | PS    | CDS  | CDU  | Votantes |
| ------------------ | ----- | ----- | ---- | ---- | -------- |
| Candedo            | 42,58 | 52,47 | 1,51 | 0,82 | 728      |
| Carva e Vilares    | 56,69 | 36,22 | 2,10 | 1,31 | 381      |
| Fiolhoso           | 35,82 | 58,45 | 0,29 | 0    | 349      |
| Jou                | 39,87 | 43,01 | 9,60 | 1,46 | 479      |
| Murça              | 52,91 | 38,56 | 3,31 | 1,18 | 1 359    |
| Noura e Palheiros  | 43,71 | 47,51 | 2,78 | 1,90 | 684      |
| Valongo de Milhais | 54,62 | 41,54 | 1,15 | 0,77 | 260      |
| Murça              | 47,22 | 44,50 | 3,14 | 1,16 | 4 240    |

#### Juntas de Freguesia
| Partido                 | Partido                  | Votos | %               | +/-   | Presidentes | +/-     | Mandatos | +/- |
| ----------------------- | ------------------------ | ----- | --------------- | ----- | ----------- | ------- | -------- | --- |
|                         | Partido Socialista       | 1 987 | 46,86 / 100,00  | 5,72  | 4 / 7       | 1       | 28 / 55  | 2   |
|                         | Partido Social Democrata | 1 935 | 45,64 / 100,00  | 5,19  | 3 / 7       | 1       | 26 / 55  | 1   |
|                         | CDS – Partido Popular    | 144   | 3,40 / 100,00   | 10,42 | 0 / 7       | Estável | 1 / 55   | 3   |
| Votos Inválidos         | Votos Inválidos          | 174   | 4,10 / 100,00   | 0,48  |             |         |          |     |
| Total                   | Total                    | 4 240 | 100,00 / 100,00 |       | 7 / 7       |         | 55 / 55  |     |
| Eleitorado/Participação | Eleitorado/Participação  | 6 845 | 61,94 / 100,00  | 0,76  |             |         |          |     |

| Freguesia          | Partido Vencedor | Partido Vencedor         | %              | Mandatos |
| ------------------ | ---------------- | ------------------------ | -------------- | -------- |
| Candedo            |                  | Partido Socialista       | 54,12 / 100,00 | 5 / 9    |
| Carva e Vilares    |                  | Partido Social Democrata | 55,38 / 100,00 | 4 / 7    |
| Fiolhoso           |                  | Partido Socialista       | 57,31 / 100,00 | 4 / 7    |
| Jou                |                  | Partido Social Democrata | 41,75 / 100,00 | 3 / 7    |
| Murça              |                  | Partido Social Democrata | 51,43 / 100,00 | 5 / 9    |
| Noura e Palheiros  |                  | Partido Socialista       | 54,09 / 100,00 | 5 / 9    |
| Valongo de Milhais |                  | Partido Socialista       | 48,85 / 100,00 | 4 / 7    |

### Peso da Régua

#### Câmara Municipal
| Partido                 | Partido                        | Votos  | %               | +/-  | Vereadores | +/-     |
| ----------------------- | ------------------------------ | ------ | --------------- | ---- | ---------- | ------- |
|                         | Partido Social Democrata       | 5 396  | 55,14 / 100,00  | 1,28 | 4 / 7      | Estável |
|                         | Partido Socialista             | 3 808  | 38,91 / 100,00  | 4,94 | 3 / 7      | Estável |
|                         | Coligação Democrática Unitária | 248    | 2,53 / 100,00   | 1,63 | 0 / 7      | Estável |
| Votos Inválidos         | Votos Inválidos                | 334    | 3,41 / 100,00   | 2,05 |            |         |
| Total                   | Total                          | 9 786  | 100,00 / 100,00 |      | 7 / 7      |         |
| Eleitorado/Participação | Eleitorado/Participação        | 16 068 | 60,90 / 100,00  | 2,17 |            |         |

| Freguesia             | %     | %     | %    | Votantes |
| Freguesia             | PSD   | PS    | CDU  | Votantes |
| --------------------- | ----- | ----- | ---- | -------- |
| Fontelas              | 60,96 | 33,61 | 3,97 | 479      |
| Galafura e Covelinhas | 63,47 | 32,01 | 1,81 | 553      |
| Loureiro              | 73,59 | 22,75 | 0,76 | 655      |
| Moura Morta e Vinhós  | 64,39 | 30,64 | 1,66 | 483      |
| Peso da Régua e Godim | 52,10 | 41,98 | 2,74 | 5 514    |
| Poiares e Canelas     | 60,09 | 28,67 | 4,36 | 872      |
| Sedielos              | 48,26 | 45,41 | 1,11 | 632      |
| Vilarinho dos Freires | 43,14 | 53,68 | 1,67 | 598      |
| Peso da Régua         | 55,14 | 38,91 | 2,53 | 9 786    |

#### Assembleia Municipal
| Partido                 | Partido                        | Votos  | %               | +/-  | Deputados | +/-     |
| ----------------------- | ------------------------------ | ------ | --------------- | ---- | --------- | ------- |
|                         | Partido Social Democrata       | 4 918  | 50,26 / 100,00  | 0,63 | 11 / 21   | 1       |
|                         | Partido Socialista             | 4 055  | 41,44 / 100,00  | 4,59 | 9 / 21    | 1       |
|                         | Coligação Democrática Unitária | 436    | 4,46 / 100,00   | 1,97 | 1 / 21    | Estável |
| Votos Inválidos         | Votos Inválidos                | 377    | 3,85 / 100,00   | 2,08 |           |         |
| Total                   | Total                          | 9 786  | 100,00 / 100,00 |      | 21 / 21   |         |
| Eleitorado/Participação | Eleitorado/Participação        | 16 068 | 60,90 / 100,00  | 2,14 |           |         |

| Freguesia             | %     | %     | %    | Votantes |
| Freguesia             | PSD   | PS    | CDU  | Votantes |
| --------------------- | ----- | ----- | ---- | -------- |
| Fontelas              | 59,50 | 34,45 | 3,97 | 479      |
| Galafura e Covelinhas | 62,03 | 32,91 | 2,17 | 553      |
| Loureiro              | 69,16 | 23,21 | 1,98 | 655      |
| Moura Morta e Vinhós  | 64,18 | 30,02 | 2,07 | 483      |
| Peso da Régua e Godim | 45,67 | 45,57 | 5,50 | 5 514    |
| Poiares e Canelas     | 55,85 | 30,85 | 6,19 | 872      |
| Sedielos              | 46,68 | 46,52 | 1,11 | 632      |
| Vilarinho dos Freires | 37,96 | 56,02 | 3,01 | 598      |
| Peso da Régua         | 50,26 | 41,44 | 4,46 | 9 786    |

#### Juntas de Freguesia
| Partido                 | Partido                        | Votos  | %               | +/-  | Presidentes | +/-     | Mandatos | +/-     |
| ----------------------- | ------------------------------ | ------ | --------------- | ---- | ----------- | ------- | -------- | ------- |
|                         | Partido Socialista             | 4 552  | 46,52 / 100,00  | 2,10 | 3 / 8       | 1       | 26 / 68  | 4       |
|                         | Partido Social Democrata       | 4 307  | 44,01 / 100,00  | 4,41 | 4 / 8       | 1       | 38 / 68  | 4       |
|                         | Grupo de Cidadãos              | 338    | 3,45 / 100,00   | 4,44 | 1 / 8       | Estável | 4 / 68   | 6       |
|                         | Coligação Democrática Unitária | 248    | 2,53 / 100,00   | 0,81 | 0 / 8       | Estável | 0 / 68   | Estável |
| Votos Inválidos         | Votos Inválidos                | 341    | 3,48 / 100,00   | 0,75 |             |         |          |         |
| Total                   | Total                          | 9 786  | 100,00 / 100,00 |      | 8 / 8       |         | 68 / 68  | 6       |
| Eleitorado/Participação | Eleitorado/Participação        | 16 068 | 60,90 / 100,00  | 2,17 |             |         |          |         |

| Freguesia             | Partido Vencedor | Partido Vencedor         | %              | Mandatos |
| --------------------- | ---------------- | ------------------------ | -------------- | -------- |
| Fontelas              |                  | Partido Social Democrata | 57,41 / 100,00 | 5 / 7    |
| Galafura e Covelinhas |                  | Partido Social Democrata | 60,76 / 100,00 | 5 / 7    |
| Loureiro              |                  | Partido Social Democrata | 78,47 / 100,00 | 8 / 9    |
| Moura Morta e Vinhós  |                  | Partido Social Democrata | 65,22 / 100,00 | 5 / 7    |
| Peso da Régua e Godim |                  | Partido Socialista       | 56,91 / 100,00 | 8 / 13   |
| Poiares e Canelas     |                  | Grupo de Cidadãos        | 38,76 / 100,00 | 4 / 9    |
| Sedielos              |                  | Partido Socialista       | 48,73 / 100,00 | 5 / 9    |
| Vilarinho dos Freires |                  | Partido Socialista       | 66,22 / 100,00 | 5 / 7    |

### Ribeira de Pena

#### Câmara Municipal
| Partido                 | Partido                        | Votos | %               | +/-  | Vereadores | +/-     |
| ----------------------- | ------------------------------ | ----- | --------------- | ---- | ---------- | ------- |
|                         | Partido Socialista             | 2 642 | 49,94 / 100,00  | 0,49 | 3 / 5      | Estável |
|                         | Partido Social Democrata       | 2 267 | 42,85 / 100,00  | 6,96 | 2 / 5      | Estável |
|                         | CDS – Partido Popular          | 192   | 3,63 / 100,00   | -    | 0 / 5      | -       |
|                         | Coligação Democrática Unitária | 60    | 1,13 / 100,00   | 0,26 | 0 / 5      | Estável |
| Votos Inválidos         | Votos Inválidos                | 129   | 2,44 / 100,00   | 0,43 |            |         |
| Total                   | Total                          | 5 290 | 100,00 / 100,00 |      | 5 / 5      |         |
| Eleitorado/Participação | Eleitorado/Participação        | 8 775 | 60,28 / 100,00  | 1,25 |            |         |

| Freguesia                              | %     | %     | %    | %    | Votantes |
| Freguesia                              | PS    | PSD   | CDS  | CDU  | Votantes |
| -------------------------------------- | ----- | ----- | ---- | ---- | -------- |
| Alvadia                                | 46,56 | 50,26 | 2,12 | 0    | 189      |
| Canedo                                 | 29,87 | 62,01 | 5,52 | 0,32 | 308      |
| Cerva e Limões                         | 51,77 | 40,84 | 2,41 | 2,09 | 1 866    |
| Salvador e Santo Aleixo de Além-Tâmega | 48,49 | 43,47 | 5,14 | 0,73 | 2 314    |
| Santa Marinha                          | 61,01 | 34,75 | 1,14 | 0,49 | 613      |
| Ribeira de Pena                        | 49,94 | 42,85 | 3,63 | 1,13 | 5 290    |

#### Assembleia Municipal
| Partido                 | Partido                        | Votos | %               | +/-  | Deputados | +/-     |
| ----------------------- | ------------------------------ | ----- | --------------- | ---- | --------- | ------- |
|                         | Partido Socialista             | 2 675 | 50,57 / 100,00  | 0,65 | 8 / 15    | 1       |
|                         | Partido Social Democrata       | 2 206 | 41,70 / 100,00  | 6,42 | 7 / 15    | 1       |
|                         | CDS – Partido Popular          | 203   | 3,84 / 100,00   | 1,59 | 0 / 15    | Estável |
|                         | Coligação Democrática Unitária | 75    | 1,42 / 100,00   | 0,34 | 0 / 15    | Estável |
| Votos Inválidos         | Votos Inválidos                | 131   | 2,48 / 100,00   | 0,63 |           |         |
| Total                   | Total                          | 5 290 | 100,00 / 100,00 |      | 15 / 15   |         |
| Eleitorado/Participação | Eleitorado/Participação        | 8 775 | 60,28 / 100,00  | 1,26 |           |         |

| Freguesia                              | %     | %     | %    | %    | Votantes |
| Freguesia                              | PS    | PSD   | CDS  | CDU  | Votantes |
| -------------------------------------- | ----- | ----- | ---- | ---- | -------- |
| Alvadia                                | 43,92 | 53,97 | 1,59 | 0,53 | 189      |
| Canedo                                 | 30,52 | 60,39 | 5,19 | 0,97 | 308      |
| Cerva e Limões                         | 52,41 | 39,28 | 3,27 | 2,68 | 1 866    |
| Salvador e Santo Aleixo de Além-Tâmega | 49,65 | 42,05 | 5,06 | 0,73 | 2 314    |
| Santa Marinha                          | 60,52 | 34,58 | 0,98 | 0,65 | 613      |
| Ribeira de Pena                        | 50,57 | 41,70 | 3,84 | 1,42 | 5 290    |

#### Juntas de Freguesia
| Partido                 | Partido                        | Votos | %               | +/-  | Presidentes | +/-     | Mandatos | +/-     |
| ----------------------- | ------------------------------ | ----- | --------------- | ---- | ----------- | ------- | -------- | ------- |
|                         | Partido Socialista             | 2 810 | 53,12 / 100,00  | 3,99 | 3 / 5       | Estável | 21 / 39  | 1       |
|                         | Partido Social Democrata       | 2 148 | 40,60 / 100,00  | 2,81 | 2 / 5       | Estável | 18 / 39  | Estável |
|                         | CDS – Partido Popular          | 137   | 2,59 / 100,00   | 0,30 | 0 / 5       | Estável | 0 / 39   | Estável |
|                         | Coligação Democrática Unitária | 57    | 1,08 / 100,00   | 0,79 | 0 / 5       | Estável | 0 / 39   | Estável |
| Votos Inválidos         | Votos Inválidos                | 138   | 2,61 / 100,00   | 0,49 |             |         |          |         |
| Total                   | Total                          | 5 290 | 100,00 / 100,00 |      | 5 / 5       |         | 39 / 39  |         |
| Eleitorado/Participação | Eleitorado/Participação        | 8 775 | 60,28 / 100,00  | 1,24 |             |         |          |         |

| Freguesia                              | Partido Vencedor | Partido Vencedor         | %              | Mandatos |
| -------------------------------------- | ---------------- | ------------------------ | -------------- | -------- |
| Alvadia                                |                  | Partido Social Democrata | 56,08 / 100,00 | 4 / 7    |
| Canedo                                 |                  | Partido Social Democrata | 64,29 / 100,00 | 5 / 7    |
| Cerva e Limões                         |                  | Partido Socialista       | 56,54 / 100,00 | 6 / 9    |
| Salvador e Santo Aleixo de Além-Tâmega |                  | Partido Socialista       | 51,86 / 100,00 | 5 / 9    |
| Santa Marinha                          |                  | Partido Socialista       | 61,66 / 100,00 | 5 / 7    |

### Sabrosa

#### Câmara Municipal
| Partido                 | Partido                        | Votos | %               | +/-  | Vereadores | +/-     |
| ----------------------- | ------------------------------ | ----- | --------------- | ---- | ---------- | ------- |
|                         | Partido Socialista             | 2 263 | 53,33 / 100,00  | 2,41 | 3 / 5      | Estável |
|                         | Partido Social Democrata       | 1 688 | 39,78 / 100,00  | 3,32 | 2 / 5      | Estável |
|                         | Coligação Democrática Unitária | 102   | 2,40 / 100,00   | 0,46 | 0 / 5      | Estável |
| Votos Inválidos         | Votos Inválidos                | 190   | 4,47 / 100,00   | 0,46 |            |         |
| Total                   | Total                          | 4 243 | 100,00 / 100,00 |      | 5 / 5      |         |
| Eleitorado/Participação | Eleitorado/Participação        | 6 627 | 64,03 / 100,00  | 0,70 |            |         |

| Freguesia                                            | %     | %     | %    | Votantes |
| Freguesia                                            | PS    | PSD   | CDU  | Votantes |
| ---------------------------------------------------- | ----- | ----- | ---- | -------- |
| Celeirós                                             | 57,72 | 30,87 | 2,01 | 149      |
| Covas do Douro                                       | 62,96 | 29,97 | 2,02 | 297      |
| Gouvinhas                                            | 31,75 | 61,38 | 2,65 | 189      |
| Paços                                                | 51,87 | 40,66 | 2,07 | 482      |
| Parada do Pinhão                                     | 55,56 | 36,71 | 4,35 | 207      |
| Provesende, Gouvães do Douro e S. Cristóvão do Douro | 62,29 | 30,86 | 2,29 | 350      |
| Sabrosa                                              | 48,68 | 44,36 | 3,36 | 834      |
| São Lourenço de Ribapinhão                           | 68,06 | 29,51 | 0,69 | 288      |
| São Martinho de Anta e Paradela de Guiães            | 49,70 | 41,22 | 2,53 | 672      |
| Souto Maior                                          | 50,42 | 44,32 | 2,22 | 361      |
| Torre do Pinhão                                      | 67,25 | 26,64 | 1,75 | 229      |
| Vilarinho de São Romão                               | 40,54 | 56,22 | 1,08 | 185      |
| Sabrosa                                              | 53,33 | 39,78 | 2,40 | 4 243    |

#### Assembleia Municipal
| Partido                 | Partido                        | Votos | %               | +/-  | Mandatos | +/-     |
| ----------------------- | ------------------------------ | ----- | --------------- | ---- | -------- | ------- |
|                         | Partido Socialista             | 2 104 | 49,59 / 100,00  | 3,14 | 8 / 15   | Estável |
|                         | Partido Social Democrata       | 1 718 | 40,49 / 100,00  | 5,06 | 7 / 15   | 1       |
|                         | Coligação Democrática Unitária | 203   | 4,78 / 100,00   | 1,34 | 0 / 15   | 1       |
| Votos Inválidos         | Votos Inválidos                | 218   | 5,14 / 100,00   | 0,58 |          |         |
| Total                   | Total                          | 4 243 | 100,00 / 100,00 |      | 15 / 15  |         |
| Eleitorado/Participação | Eleitorado/Participação        | 6 627 | 64,03 / 100,00  | 0,70 |          |         |

| Freguesia                                            | %     | %     | %     | Votantes |
| Freguesia                                            | PS    | PSD   | CDU   | Votantes |
| ---------------------------------------------------- | ----- | ----- | ----- | -------- |
| Celeirós                                             | 53,69 | 32,21 | 3,36  | 149      |
| Covas do Douro                                       | 53,54 | 34,01 | 3,70  | 297      |
| Gouvinhas                                            | 30,16 | 61,90 | 2,65  | 189      |
| Paços                                                | 52,70 | 37,14 | 4,36  | 482      |
| Parada do Pinhão                                     | 52,17 | 40,58 | 3,86  | 207      |
| Provesende, Gouvães do Douro e S. Cristóvão do Douro | 60,57 | 31,14 | 4,29  | 350      |
| Sabrosa                                              | 43,29 | 47,84 | 5,04  | 834      |
| São Lourenço de Ribapinhão                           | 63,89 | 30,56 | 1,74  | 288      |
| São Martinho de Anta e Paradela de Guiães            | 41,82 | 39,43 | 11,31 | 672      |
| Souto Maior                                          | 51,52 | 44,32 | 2,22  | 361      |
| Torre do Pinhão                                      | 65,50 | 28,38 | 1,31  | 229      |
| Vilarinho de São Romão                               | 38,92 | 55,68 | 2,16  | 185      |
| Sabrosa                                              | 49,59 | 40,49 | 4,78  | 4 243    |

#### Juntas de Freguesia
| Partido                 | Partido                        | Votos | %               | +/-  | Presidentes | +/-     | Mandatos | +/- |
| ----------------------- | ------------------------------ | ----- | --------------- | ---- | ----------- | ------- | -------- | --- |
|                         | Partido Socialista             | 1 523 | 35,91 / 100,00  | 1,24 | 7 / 12      | 1       | 44 / 88  | 7   |
|                         | Grupo de Cidadãos              | 1 292 | 30,46 / 100,00  | 4,88 | 4 / 12      | Estável | 28 / 88  | 5   |
|                         | Partido Social Democrata       | 846   | 19,95 / 100,00  | 3,66 | 1 / 12      | 1       | 16 / 88  | 9   |
|                         | Coligação Democrática Unitária | 56    | 1,32 / 100,00   | 3,71 | 0 / 12      | Estável | 0 / 88   | 3   |
| Votos Inválidos         | Votos Inválidos                | 524   | 12,35 / 100,00  | 3,73 |             |         |          |     |
| Total                   | Total                          | 4 241 | 100,00 / 100,00 |      | 12 / 12     |         | 88 / 88  |     |
| Eleitorado/Participação | Eleitorado/Participação        | 6 627 | 64,00 / 100,00  | 0,73 |             |         |          |     |

| Freguesia                                            | Partido Vencedor | Partido Vencedor         | %              | Mandatos |
| ---------------------------------------------------- | ---------------- | ------------------------ | -------------- | -------- |
| Celeirós                                             |                  | Partido Socialista       | 69,13 / 100,00 | 7 / 7    |
| Covas do Douro                                       |                  | Partido Socialista       | 72,39 / 100,00 | 7 / 7    |
| Gouvinhas                                            |                  | Partido Social Democrata | 60,64 / 100,00 | 5 / 7    |
| Paços                                                |                  | Partido Socialista       | 55,30 / 100,00 | 5 / 7    |
| Parada do Pinhão                                     |                  | Grupo de Cidadãos        | 64,73 / 100,00 | 7 / 7    |
| Provesende, Gouvães do Douro e S. Cristóvão do Douro |                  | Partido Socialista       | 79,14 / 100,00 | 7 / 7    |
| Sabrosa                                              |                  | Grupo de Cidadãos        | 44,12 / 100,00 | 5 / 9    |
| São Lourenço de Ribapinhão                           |                  | Partido Socialista       | 71,18 / 100,00 | 5 / 7    |
| São Martinho de Anta e Paradela de Guiães            |                  | Grupo de Cidadãos        | 48,81 / 100,00 | 5 / 9    |
| Souto Maior                                          |                  | Partido Socialista       | 56,51 / 100,00 | 4 / 7    |
| Torre do Pinhão                                      |                  | Partido Socialista       | 80,79 / 100,00 | 7 / 7    |
| Vilarinho de São Romão                               |                  | Grupo de Cidadãos        | 65,95 / 100,00 | 7 / 7    |

### Santa Marta de Penaguião

#### Câmara Municipal
| Partido                 | Partido                        | Votos | %               | +/-  | Vereadores | +/-     |
| ----------------------- | ------------------------------ | ----- | --------------- | ---- | ---------- | ------- |
|                         | Partido Socialista             | 3 103 | 62,60 / 100,00  | 4,97 | 4 / 5      | 1       |
|                         | Partido Social Democrata       | 1 152 | 23,24 / 100,00  | 9,50 | 1 / 5      | 1       |
|                         | CDS – Partido Popular          | 426   | 8,59 / 100,00   | 5,17 | 0 / 5      | Estável |
|                         | Coligação Democrática Unitária | 102   | 2,06 / 100,00   | 0,46 | 0 / 5      | Estável |
| Votos Inválidos         | Votos Inválidos                | 174   | 3,51 / 100,00   | 1,10 |            |         |
| Total                   | Total                          | 4 957 | 100,00 / 100,00 |      | 5 / 5      |         |
| Eleitorado/Participação | Eleitorado/Participação        | 7 571 | 65,47 / 100,00  | 2,92 |            |         |

| Freguesia                | %     | %     | %     | %    | Votantes |
| Freguesia                | PS    | PSD   | CDS   | CDU  | Votantes |
| ------------------------ | ----- | ----- | ----- | ---- | -------- |
| Alvações do Corgo        | 78,78 | 11,67 | 4,24  | 2,39 | 377      |
| Cumieira                 | 65,79 | 17,96 | 10,22 | 1,05 | 763      |
| Fontes                   | 61,50 | 28,55 | 4,73  | 1,79 | 613      |
| Lobrigos e Sanhoane      | 59,64 | 21,64 | 12,33 | 3,03 | 1 816    |
| Louredo e Fornelos       | 52,58 | 41,11 | 2,10  | 1,34 | 523      |
| Medrões                  | 65,92 | 21,97 | 8,45  | 1,69 | 355      |
| Sever                    | 65,69 | 21,57 | 7,45  | 1,18 | 510      |
| Santa Marta de Penaguião | 62,60 | 23,24 | 8,59  | 2,06 | 4 957    |

#### Assembleia Municipal
| Partido                 | Partido                        | Votos | %               | +/-  | Deputados | +/-     |
| ----------------------- | ------------------------------ | ----- | --------------- | ---- | --------- | ------- |
|                         | Partido Socialista             | 3 013 | 60,78 / 100,00  | 4,90 | 10 / 15   | 1       |
|                         | Partido Social Democrata       | 1 213 | 24,47 / 100,00  | 9,14 | 4 / 15    | 2       |
|                         | CDS – Partido Popular          | 423   | 8,53 / 100,00   | 5,26 | 1 / 15    | 1       |
|                         | Coligação Democrática Unitária | 98    | 1,98 / 100,00   | 0,36 | 0 / 15    | Estável |
| Votos Inválidos         | Votos Inválidos                | 210   | 4,24 / 100,00   | 0,67 |           |         |
| Total                   | Total                          | 4 957 | 100,00 / 100,00 |      | 15 / 15   |         |
| Eleitorado/Participação | Eleitorado/Participação        | 7 571 | 65,47 / 100,00  | 2,95 |           |         |

| Freguesia                | %     | %     | %     | %    | Votantes |
| Freguesia                | PS    | PSD   | CDS   | CDU  | Votantes |
| ------------------------ | ----- | ----- | ----- | ---- | -------- |
| Alvações do Corgo        | 82,23 | 11,94 | 2,92  | 0,80 | 377      |
| Cumieira                 | 62,52 | 19,13 | 9,96  | 2,36 | 763      |
| Fontes                   | 55,46 | 33,44 | 4,57  | 1,63 | 613      |
| Lobrigos e Sanhoane      | 58,65 | 21,20 | 13,05 | 2,75 | 1 816    |
| Louredo e Fornelos       | 49,14 | 43,79 | 2,10  | 1,91 | 523      |
| Medrões                  | 63,66 | 25,92 | 6,76  | 0,85 | 355      |
| Sever                    | 66,27 | 21,76 | 7,06  | 0,78 | 510      |
| Santa Marta de Penaguião | 60,78 | 24,47 | 8,53  | 1,98 | 4 957    |

#### Juntas de Freguesia
| Partido                 | Partido                        | Votos | %               | +/-  | Presidentes | +/-     | Mandatos | +/-     |
| ----------------------- | ------------------------------ | ----- | --------------- | ---- | ----------- | ------- | -------- | ------- |
|                         | Partido Socialista             | 2 601 | 52,47 / 100,00  | 7,69 | 5 / 7       | 2       | 29 / 55  | 8       |
|                         | Partido Social Democrata       | 1 214 | 24,49 / 100,00  | 7,81 | 0 / 7       | 2       | 13 / 55  | 8       |
|                         | Grupo de Cidadãos              | 719   | 14,50 / 100,00  | 0,06 | 2 / 7       | Estável | 12 / 55  | 1       |
|                         | CDS – Partido Popular          | 213   | 4,30 / 100,00   | 2,96 | 0 / 7       | Estável | 1 / 55   | 1       |
|                         | Coligação Democrática Unitária | 42    | 0,85 / 100,00   | 0,06 | 0 / 7       | Estável | 0 / 55   | Estável |
| Votos Inválidos         | Votos Inválidos                | 168   | 3,39 / 100,00   | 2,83 |             |         |          |         |
| Total                   | Total                          | 4 957 | 100,00 / 100,00 |      | 7 / 7       |         | 55 / 55  |         |
| Eleitorado/Participação | Eleitorado/Participação        | 7 571 | 65,47 / 100,00  | 2,94 |             |         |          |         |

| Freguesia           | Partido Vencedor | Partido Vencedor   | %              | Mandatos |
| ------------------- | ---------------- | ------------------ | -------------- | -------- |
| Alvações do Corgo   |                  | Partido Socialista | 80,64 / 100,00 | 6 / 7    |
| Cumieira            |                  | Grupo de Cidadãos  | 65,14 / 100,00 | 7 / 9    |
| Fontes              |                  | Partido Socialista | 64,60 / 100,00 | 6 / 9    |
| Lobrigos e Sanhoane |                  | Partido Socialista | 68,89 / 100,00 | 7 / 9    |
| Louredo e Fornelos  |                  | Partido Socialista | 52,58 / 100,00 | 4 / 7    |
| Medrões             |                  | Grupo de Cidadãos  | 62,54 / 100,00 | 5 / 7    |
| Sever               |                  | Partido Socialista | 73,53 / 100,00 | 6 / 7    |

### Valpaços

#### Câmara Municipal
| Partido                 | Partido                        | Votos  | %               | +/-   | Vereadores | +/-     |
| ----------------------- | ------------------------------ | ------ | --------------- | ----- | ---------- | ------- |
|                         | Partido Social Democrata       | 8 020  | 75,73 / 100,00  | 13,24 | 6 / 7      | 1       |
|                         | Partido Socialista             | 1 704  | 16,09 / 100,00  | 12,38 | 1 / 7      | 1       |
|                         | CDS – Partido Popular          | 258    | 2,44 / 100,00   | 0,20  | 0 / 7      | Estável |
|                         | Coligação Democrática Unitária | 145    | 1,37 / 100,00   | 0,33  | 0 / 7      | Estável |
| Votos Inválidos         | Votos Inválidos                | 463    | 4,38 / 100,00   | 0,72  |            |         |
| Total                   | Total                          | 10 590 | 100,00 / 100,00 |       | 7 / 7      |         |
| Eleitorado/Participação | Eleitorado/Participação        | 20 322 | 52,11 / 100,00  | 3,08  |            |         |

| Freguesia                        | %     | %     | %    | %    | Votantes |
| Freguesia                        | PSD   | PS    | CDS  | CDU  | Votantes |
| -------------------------------- | ----- | ----- | ---- | ---- | -------- |
| Água Revés e Crasto              | 79,18 | 15,99 | 0,74 | 1,49 | 269      |
| Algeriz                          | 84,26 | 10,41 | 2,66 | 0    | 413      |
| Bouçoães                         | 79,67 | 12,60 | 1,63 | 0,81 | 246      |
| Canaveses                        | 71,74 | 21,01 | 2,90 | 2,90 | 138      |
| Carrazedo de Montenegro e Curros | 81,81 | 9,73  | 2,79 | 1,02 | 1 182    |
| Ervões                           | 79,30 | 9,23  | 2,99 | 2,00 | 401      |
| Fornos do Pinhal                 | 92,98 | 3,51  | 0,88 | 0,44 | 228      |
| Friões                           | 80,56 | 9,17  | 5,00 | 0,83 | 360      |
| Lebução, Fiães e Nozelos         | 74,81 | 17,31 | 3,46 | 0,58 | 520      |
| Padrela e Tazem                  | 79,30 | 12,33 | 1,32 | 1,32 | 227      |
| Possacos                         | 72,48 | 20,81 | 2,01 | 1,34 | 298      |
| Rio Torto                        | 78,07 | 11,40 | 3,07 | 2,19 | 228      |
| Santa Maria de Emeres            | 75,56 | 17,33 | 1,78 | 0    | 225      |
| Santa Valha                      | 86,74 | 6,06  | 1,52 | 1,89 | 264      |
| Santiago da Ribeira de Alhariz   | 87,22 | 3,98  | 4,55 | 1,42 | 352      |
| São João da Corveira             | 78,92 | 11,97 | 3,13 | 1,99 | 351      |
| São Pedro de Veiga de Lila       | 53,76 | 37,28 | 2,51 | 1,08 | 279      |
| Serapicos                        | 86,91 | 4,71  | 0,52 | 1,05 | 191      |
| Sonim e Barreiros                | 74,03 | 14,61 | 3,25 | 0,32 | 308      |
| Tinhela e Alvarelhos             | 75,23 | 16,67 | 4,50 | 0,45 | 222      |
| Vales                            | 73,12 | 15,59 | 2,69 | 2,69 | 186      |
| Valpaços e Sanfins               | 68,85 | 23,64 | 1,19 | 2,11 | 2 610    |
| Vassal                           | 77,47 | 15,43 | 3,09 | 0,62 | 324      |
| Veiga de Lila                    | 85,88 | 6,47  | 1,76 | 1,18 | 170      |
| Vilarandelo                      | 65,22 | 24,41 | 4,35 | 1,34 | 598      |
| Valpaços                         | 75,73 | 16,09 | 2,44 | 1,37 | 10 590   |

#### Assembleia Municipal
| Partido                 | Partido                        | Votos  | %               | +/-   | Deputados | +/-     |
| ----------------------- | ------------------------------ | ------ | --------------- | ----- | --------- | ------- |
|                         | Partido Social Democrata       | 7 521  | 71,02 / 100,00  | 11,14 | 20 / 26   | 3       |
|                         | Partido Socialista             | 2 290  | 21,62 / 100,00  | 8,05  | 6 / 26    | 3       |
|                         | Coligação Democrática Unitária | 215    | 2,03 / 100,00   | 0,66  | 0 / 26    | Estável |
| Votos Inválidos         | Votos Inválidos                | 564    | 5,33 / 100,00   | 1,43  |           |         |
| Total                   | Total                          | 10 590 | 100,00 / 100,00 |       | 26 / 26   |         |
| Eleitorado/Participação | Eleitorado/Participação        | 20 322 | 52,11 / 100,00  | 3,11  |           |         |

| Freguesia                        | %     | %     | %    | Votantes |
| Freguesia                        | PSD   | PS    | CDU  | Votantes |
| -------------------------------- | ----- | ----- | ---- | -------- |
| Água Revés e Crasto              | 74,72 | 20,45 | 2,23 | 269      |
| Algeriz                          | 82,57 | 15,25 | 0,48 | 413      |
| Bouçoães                         | 80,49 | 14,63 | 0,81 | 246      |
| Canaveses                        | 66,67 | 26,81 | 2,90 | 138      |
| Carrazedo de Montenegro e Curros | 81,98 | 11,42 | 1,78 | 1 182    |
| Ervões                           | 79,30 | 11,47 | 1,25 | 401      |
| Fornos do Pinhal                 | 89,91 | 7,46  | 0,44 | 228      |
| Friões                           | 82,50 | 11,39 | 0,56 | 360      |
| Lebução, Fiães e Nozelos         | 76,92 | 19,04 | 1,54 | 520      |
| Padrela e Tazem                  | 78,85 | 11,45 | 3,08 | 227      |
| Possacos                         | 64,43 | 29,53 | 2,01 | 298      |
| Rio Torto                        | 78,07 | 11,40 | 3,95 | 228      |
| Santa Maria de Emeres            | 74,67 | 18,67 | 0,44 | 225      |
| Santa Valha                      | 85,23 | 10,23 | 1,14 | 264      |
| Santiago da Ribeira de Alhariz   | 86,08 | 7,39  | 0,57 | 352      |
| São João da Corveira             | 77,49 | 14,53 | 1,42 | 351      |
| São Pedro de Veiga de Lila       | 51,97 | 40,86 | 2,15 | 279      |
| Serapicos                        | 83,77 | 6,28  | 0,52 | 191      |
| Sonim e Barreiros                | 71,10 | 18,83 | 1,95 | 308      |
| Tinhela e Alvarelhos             | 77,48 | 16,67 | 1,35 | 222      |
| Vales                            | 74,19 | 18,28 | 3,23 | 186      |
| Valpaços e Sanfins               | 53,45 | 36,97 | 3,41 | 2 610    |
| Vassal                           | 76,23 | 17,90 | 1,23 | 324      |
| Veiga de Lila                    | 75,88 | 13,53 | 2,94 | 170      |
| Vilarandelo                      | 63,21 | 29,10 | 1,84 | 598      |
| Valpaços                         | 71,02 | 21,62 | 2,03 | 10 590   |

#### Juntas de Freguesia
| Partido                 | Partido                        | Votos  | %               | +/-   | Presidentes | +/-     | Mandatos  | +/-     |
| ----------------------- | ------------------------------ | ------ | --------------- | ----- | ----------- | ------- | --------- | ------- |
|                         | Partido Social Democrata       | 7 524  | 71,05 / 100,00  | 12,33 | 23 / 25     | 3       | 155 / 185 | 28      |
|                         | Partido Socialista             | 1 668  | 15,75 / 100,00  | 10,52 | 1 / 25      | 1       | 20 / 185  | 19      |
|                         | Grupo de Cidadãos              | 479    | 4,52 / 100,00   | 3,11  | 1 / 25      | 2       | 10 / 185  | 7       |
|                         | Coligação Democrática Unitária | 95     | 0,90 / 100,00   | 0,10  | 0 / 25      | Estável | 0 / 185   | Estável |
|                         | CDS – Partido Popular          | 39     | 0,37 / 100,00   | -     | 0 / 25      | -       | 0 / 185   | -       |
| Votos Inválidos         | Votos Inválidos                | 785    | 7,41 / 100,00   | 0,84  |             |         |           |         |
| Total                   | Total                          | 10 590 | 100,00 / 100,00 |       | 25 / 25     |         | 185 / 185 | 2       |
| Eleitorado/Participação | Eleitorado/Participação        | 20 322 | 52,11 / 100,00  | 3,13  |             |         |           |         |

| Freguesia                        | Partido Vencedor | Partido Vencedor         | %              | Mandatos |
| -------------------------------- | ---------------- | ------------------------ | -------------- | -------- |
| Água Revés e Crasto              |                  | Partido Social Democrata | 75,84 / 100,00 | 6 / 7    |
| Algeriz                          |                  | Grupo de Cidadãos        | 96,61 / 100,00 | 7 / 7    |
| Bouçoães                         |                  | Partido Social Democrata | 88,21 / 100,00 | 7 / 7    |
| Canaveses                        |                  | Partido Social Democrata | 76,09 / 100,00 | 7 / 7    |
| Carrazedo de Montenegro e Curros |                  | Partido Social Democrata | 84,77 / 100,00 | 8 / 9    |
| Ervões                           |                  | Partido Social Democrata | 92,52 / 100,00 | 7 / 7    |
| Fornos do Pinhal                 |                  | Partido Social Democrata | 87,72 / 100,00 | 7 / 7    |
| Friões                           |                  | Partido Social Democrata | 91,67 / 100,00 | 7 / 7    |
| Lebução, Fiães e Nozelos         |                  | Partido Social Democrata | 80,38 / 100,00 | 6 / 7    |
| Padrela e Tazem                  |                  | Partido Social Democrata | 80,62 / 100,00 | 6 / 7    |
| Possacos                         |                  | Partido Social Democrata | 84,23 / 100,00 | 7 / 7    |
| Rio Torto                        |                  | Partido Social Democrata | 87,28 / 100,00 | 7 / 7    |
| Santa Maria de Emeres            |                  | Partido Social Democrata | 85,78 / 100,00 | 7 / 7    |
| Santa Valha                      |                  | Partido Social Democrata | 89,39 / 100,00 | 7 / 7    |
| Santiago da Ribeira de Alhariz   |                  | Partido Social Democrata | 92,33 / 100,00 | 7 / 7    |
| São João da Corveira             |                  | Partido Social Democrata | 82,05 / 100,00 | 7 / 7    |
| São Pedro de Veiga de Lila       |                  | Partido Socialista       | 49,46 / 100,00 | 4 / 7    |
| Serapicos                        |                  | Partido Social Democrata | 54,97 / 100,00 | 4 / 7    |
| Sonim e Barreiros                |                  | Partido Social Democrata | 83,12 / 100,00 | 7 / 7    |
| Tinhela e Alvarelhos             |                  | Partido Social Democrata | 70,72 / 100,00 | 5 / 7    |
| Vales                            |                  | Partido Social Democrata | 73,12 / 100,00 | 6 / 7    |
| Valpaços e Sanfins               |                  | Partido Social Democrata | 55,36 / 100,00 | 8 / 13   |
| Vassal                           |                  | Partido Social Democrata | 74,38 / 100,00 | 6 / 7    |
| Veiga de Lila                    |                  | Partido Social Democrata | 89,41 / 100,00 | 7 / 7    |
| Vilarandelo                      |                  | Partido Social Democrata | 62,88 / 100,00 | 6 / 9    |

### Vila Pouca de Aguiar

#### Câmara Municipal
| Partido                 | Partido                        | Votos  | %               | +/-  | Vereadores | +/-     |
| ----------------------- | ------------------------------ | ------ | --------------- | ---- | ---------- | ------- |
|                         | Partido Social Democrata       | 4 984  | 54,06 / 100,00  | 7,68 | 4 / 7      | Estável |
|                         | Partido Socialista             | 3 514  | 38,12 / 100,00  | 7,14 | 3 / 7      | Estável |
|                         | CDS – Partido Popular          | 317    | 3,44 / 100,00   | 2,38 | 0 / 7      | Estável |
|                         | Coligação Democrática Unitária | 75     | 0,81 / 100,00   | 2,63 | 0 / 7      | Estável |
| Votos Inválidos         | Votos Inválidos                | 329    | 3,57 / 100,00   | 0,28 |            |         |
| Total                   | Total                          | 9 219  | 100,00 / 100,00 |      | 7 / 7      |         |
| Eleitorado/Participação | Eleitorado/Participação        | 16 107 | 57,24 / 100,00  | 1,78 |            |         |

| Freguesia                       | %     | %     | %    | %    | Votantes |
| Freguesia                       | PSD   | PS    | CDS  | CDU  | Votantes |
| ------------------------------- | ----- | ----- | ---- | ---- | -------- |
| Alfarela de Jales               | 60,61 | 30,30 | 2,69 | 0,67 | 297      |
| Alvão                           | 63,22 | 29,62 | 3,03 | 0,80 | 628      |
| Bornes de Aguiar                | 53,90 | 35,44 | 6,91 | 0,66 | 1 360    |
| Bragado                         | 59,75 | 34,68 | 1,77 | 0,25 | 395      |
| Capeludos                       | 60,06 | 33,43 | 3,85 | 0,30 | 338      |
| Pensalvos e Parada de Monteiros | 53,79 | 39,71 | 3,97 | 1,08 | 277      |
| Sabroso de Aguiar               | 55,16 | 38,49 | 0,99 | 0,40 | 504      |
| Soutelo de Aguiar               | 34,84 | 54,62 | 2,37 | 1,08 | 465      |
| Telões                          | 61,63 | 31,01 | 3,43 | 0,79 | 1 019    |
| Tresminas                       | 52,92 | 40,11 | 1,39 | 1,39 | 359      |
| Valoura                         | 68,12 | 26,17 | 2,68 | 0,67 | 298      |
| Vila Pouca de Aguiar            | 45,20 | 47,56 | 2,86 | 1,11 | 2 168    |
| Vreia de Bornes                 | 64,52 | 27,31 | 3,87 | 0    | 465      |
| Vreia de Jales                  | 53,41 | 39,01 | 3,25 | 1,24 | 646      |
| Vila Pouca de Aguiar            | 54,06 | 38,12 | 3,44 | 0,81 | 9 219    |

#### Assembleia Municipal
| Partido                 | Partido                        | Votos  | %               | +/-  | Deputados | +/-     |
| ----------------------- | ------------------------------ | ------ | --------------- | ---- | --------- | ------- |
|                         | Partido Social Democrata       | 4 808  | 52,16 / 100,00  | 3,95 | 12 / 21   | 1       |
|                         | Partido Socialista             | 3 634  | 39,42 / 100,00  | 3,99 | 9 / 21    | 1       |
|                         | CDS – Partido Popular          | 339    | 3,68 / 100,00   | -    | 0 / 21    | -       |
|                         | Coligação Democrática Unitária | 112    | 1,22 / 100,00   | 3,08 | 0 / 21    | Estável |
| Votos Inválidos         | Votos Inválidos                | 325    | 3,52 / 100,00   | 0,56 |           |         |
| Total                   | Total                          | 9 218  | 100,00 / 100,00 |      | 21 / 21   |         |
| Eleitorado/Participação | Eleitorado/Participação        | 16 107 | 57,23 / 100,00  | 1,76 |           |         |

| Freguesia                       | %     | %     | %    | %    | Votantes |
| Freguesia                       | PSD   | PS    | CDS  | CDU  | Votantes |
| ------------------------------- | ----- | ----- | ---- | ---- | -------- |
| Alfarela de Jales               | 62,29 | 29,63 | 3,37 | 0,67 | 297      |
| Alvão                           | 62,42 | 30,10 | 2,55 | 1,43 | 628      |
| Bornes de Aguiar                | 52,50 | 37,57 | 6,40 | 0,88 | 1 360    |
| Bragado                         | 56,71 | 36,46 | 2,53 | 0,76 | 395      |
| Capeludos                       | 59,17 | 34,62 | 3,25 | 0,59 | 338      |
| Pensalvos e Parada de Monteiros | 51,99 | 40,07 | 2,53 | 1,81 | 277      |
| Sabroso de Aguiar               | 55,56 | 38,49 | 2,18 | 0,40 | 504      |
| Soutelo de Aguiar               | 33,55 | 55,70 | 3,23 | 0,86 | 465      |
| Telões                          | 58,00 | 34,25 | 4,02 | 1,08 | 1 019    |
| Tresminas                       | 53,20 | 37,33 | 1,95 | 2,23 | 359      |
| Valoura                         | 68,46 | 22,15 | 6,04 | 1,34 | 298      |
| Vila Pouca de Aguiar            | 41,37 | 50,78 | 2,54 | 1,75 | 2 168    |
| Vreia de Bornes                 | 63,58 | 26,72 | 4,31 | 0,65 | 464      |
| Vreia de Jales                  | 51,86 | 38,24 | 4,80 | 1,39 | 646      |
| Vila Pouca de Aguiar            | 52,16 | 39,42 | 3,68 | 1,22 | 9 218    |

#### Juntas de Freguesia
| Partido                 | Partido                        | Votos  | %               | +/-  | Presidentes | +/-     | Mandatos  | +/-     |
| ----------------------- | ------------------------------ | ------ | --------------- | ---- | ----------- | ------- | --------- | ------- |
|                         | Partido Social Democrata       | 4 982  | 54,05 / 100,00  | 5,28 | 12 / 14     | 2       | 68 / 108  | 8       |
|                         | Partido Socialista             | 3 542  | 38,42 / 100,00  | 6,14 | 2 / 14      | 2       | 40 / 108  | 8       |
|                         | CDS – Partido Popular          | 288    | 3,12 / 100,00   | -    | 0 / 14      | -       | 0 / 108   | -       |
|                         | Coligação Democrática Unitária | 72     | 0,78 / 100,00   | 2,39 | 0 / 14      | Estável | 0 / 108   | Estável |
| Votos Inválidos         | Votos Inválidos                | 334    | 3,62 / 100,00   | 0,12 |             |         |           |         |
| Total                   | Total                          | 9 218  | 100,00 / 100,00 |      | 14 / 14     |         | 108 / 108 |         |
| Eleitorado/Participação | Eleitorado/Participação        | 16 107 | 57,23 / 100,00  | 1,82 |             |         |           |         |

| Freguesia                       | Partido Vencedor | Partido Vencedor         | %              | Mandatos |
| ------------------------------- | ---------------- | ------------------------ | -------------- | -------- |
| Alfarela de Jales               |                  | Partido Social Democrata | 70,71 / 100,00 | 5 / 7    |
| Alvão                           |                  | Partido Social Democrata | 70,70 / 100,00 | 7 / 9    |
| Bornes de Aguiar                |                  | Partido Social Democrata | 56,62 / 100,00 | 6 / 9    |
| Bragado                         |                  | Partido Social Democrata | 64,56 / 100,00 | 5 / 7    |
| Capeludos                       |                  | Partido Social Democrata | 62,43 / 100,00 | 5 / 7    |
| Pensalvos e Parada de Monteiros |                  | Partido Social Democrata | 56,32 / 100,00 | 4 / 7    |
| Sabroso de Aguiar               |                  | Partido Social Democrata | 59,72 / 100,00 | 4 / 7    |
| Soutelo de Aguiar               |                  | Partido Socialista       | 63,44 / 100,00 | 5 / 7    |
| Telões                          |                  | Partido Social Democrata | 50,34 / 100,00 | 5 / 9    |
| Tresminas                       |                  | Partido Social Democrata | 58,77 / 100,00 | 5 / 7    |
| Valoura                         |                  | Partido Social Democrata | 76,17 / 100,00 | 6 / 7    |
| Vila Pouca de Aguiar            |                  | Partido Socialista       | 50,05 / 100,00 | 5 / 9    |
| Vreia de Bornes                 |                  | Partido Social Democrata | 64,22 / 100,00 | 5 / 7    |
| Vreia de Jales                  |                  | Partido Social Democrata | 54,33 / 100,00 | 5 / 9    |

### Vila Real

#### Câmara Municipal
| Partido                 | Partido                        | Votos  | %               | +/-   | Vereadores | +/-     |
| ----------------------- | ------------------------------ | ------ | --------------- | ----- | ---------- | ------- |
|                         | Partido Socialista             | 20 091 | 64,35 / 100,00  | 20,35 | 7 / 9      | 2       |
|                         | Partido Social Democrata       | 7 949  | 25,46 / 100,00  | 16,77 | 2 / 9      | 2       |
|                         | CDS – Partido Popular          | 1 157  | 3,71 / 100,00   | 1,13  | 0 / 9      | Estável |
|                         | Bloco de Esquerda              | 519    | 1,66 / 100,00   | 0,34  | 0 / 9      | Estável |
|                         | Coligação Democrática Unitária | 416    | 1,33 / 100,00   | 1,06  | 0 / 9      | Estável |
| Votos Inválidos         | Votos Inválidos                | 1 088  | 3,48 / 100,00   | 1,06  |            |         |
| Total                   | Total                          | 31 220 | 100,00 / 100,00 |       | 9 / 9      |         |
| Eleitorado/Participação | Eleitorado/Participação        | 50 698 | 61,98 / 100,00  | 1,46  |            |         |

| Freguesia                      | %     | %     | %    | %    | %    | Votantes |
| Freguesia                      | PS    | PSD   | CDS  | BE   | CDU  | Votantes |
| ------------------------------ | ----- | ----- | ---- | ---- | ---- | -------- |
| Abaças                         | 63,78 | 26,51 | 2,89 | 1,05 | 1,05 | 762      |
| Adoufe e Vilarinho de Samardã  | 66,03 | 19,97 | 9,67 | 0,56 | 1,18 | 1 778    |
| Andrães                        | 61,76 | 32,16 | 2,65 | 0,29 | 0,88 | 1 020    |
| Arroios                        | 57,81 | 33,46 | 3,32 | 0,62 | 2,09 | 813      |
| Borbela e Lamas de Olo         | 67,77 | 20,44 | 5,01 | 1,04 | 1,95 | 1 536    |
| Campeã                         | 59,75 | 30,19 | 4,36 | 0,62 | 0,62 | 964      |
| Constantim e Vale de Nogueiras | 52,06 | 38,12 | 4,04 | 0,74 | 0,58 | 1 212    |
| Folhadela                      | 66,51 | 24,02 | 2,23 | 1,31 | 2,54 | 1 299    |
| Guiães                         | 65,88 | 26,54 | 3,22 | 0,80 | 0,27 | 373      |
| Lordelo                        | 70,25 | 18,03 | 2,93 | 3,04 | 1,18 | 1 775    |
| Mateus                         | 67,89 | 22,05 | 2,74 | 2,37 | 1,74 | 1 900    |
| Mondrões                       | 64,52 | 25,90 | 3,29 | 1,35 | 0,45 | 668      |
| Mouçós e Lamares               | 63,21 | 27,36 | 3,53 | 1,16 | 1,53 | 2 153    |
| Nogueira e Ermida              | 56,70 | 33,80 | 4,61 | 0,84 | 0,56 | 716      |
| Parada de Cunhos               | 63,13 | 27,81 | 3,26 | 1,27 | 1,00 | 1 104    |
| Pena, Quintã e Vila Cova       | 51,88 | 40,10 | 2,78 | 0,16 | 0,98 | 611      |
| São Tomé do Castelo e Justes   | 66,59 | 23,19 | 2,38 | 3,57 | 0,59 | 841      |
| Torgueda                       | 61,32 | 31,81 | 2,01 | 0,29 | 0,86 | 1 047    |
| Vila Marim                     | 70,48 | 21,46 | 2,88 | 1,56 | 0,66 | 1 216    |
| Vila Real                      | 65,51 | 23,40 | 3,51 | 2,36 | 1,80 | 9 633    |
| Vila Real                      | 64,40 | 25,37 | 3,69 | 1,65 | 1,36 | 31 421   |

#### Assembleia Municipal
| Partido                 | Partido                        | Votos  | %               | +/-   | Deputados | +/-     |
| ----------------------- | ------------------------------ | ------ | --------------- | ----- | --------- | ------- |
|                         | Partido Socialista             | 17 985 | 57,24 / 100,00  | 14,77 | 17 / 27   | 4       |
|                         | Partido Social Democrata       | 9 146  | 29,11 / 100,00  | 10,75 | 9 / 27    | 3       |
|                         | CDS – Partido Popular          | 1 406  | 4,47 / 100,00   | 1,97  | 1 / 27    | Estável |
|                         | Bloco de Esquerda              | 972    | 3,09 / 100,00   | 0,24  | 0 / 27    | Estável |
|                         | Coligação Democrática Unitária | 681    | 2,17 / 100,00   | 1,19  | 0 / 27    | 1       |
| Votos Inválidos         | Votos Inválidos                | 1 232  | 3,93 / 100,00   | 1,09  |           |         |
| Total                   | Total                          | 31 422 | 100,00 / 100,00 |       | 27 / 27   |         |
| Eleitorado/Participação | Eleitorado/Participação        | 50 698 | 61,98 / 100,00  | 1,87  |           |         |

| Freguesia                      | %     | %     | %     | %    | %    | Votantes |
| Freguesia                      | PS    | PSD   | CDS   | BE   | CDU  | Votantes |
| ------------------------------ | ----- | ----- | ----- | ---- | ---- | -------- |
| Abaças                         | 59,84 | 28,08 | 3,54  | 1,31 | 1,84 | 762      |
| Adoufe e Vilarinho de Samardã  | 59,17 | 24,02 | 11,19 | 1,12 | 1,52 | 1 778    |
| Andrães                        | 55,69 | 38,53 | 0,78  | 0,98 | 1,37 | 1 020    |
| Arroios                        | 49,08 | 38,99 | 3,69  | 4,06 | 0,86 | 813      |
| Borbela e Lamas de Olo         | 58,85 | 25,52 | 6,32  | 2,60 | 2,21 | 1 536    |
| Campeã                         | 56,54 | 33,30 | 4,77  | 0,93 | 0,52 | 964      |
| Constantim e Vale de Nogueiras | 48,27 | 37,05 | 6,35  | 1,24 | 1,16 | 1 212    |
| Folhadela                      | 60,40 | 26,58 | 2,47  | 2,39 | 4,47 | 1 298    |
| Guiães                         | 63,54 | 29,49 | 1,88  | 1,07 | 0,27 | 373      |
| Lordelo                        | 63,38 | 21,07 | 3,66  | 4,45 | 2,87 | 1 775    |
| Mateus                         | 59,28 | 26,09 | 4,26  | 4,00 | 3,10 | 1 901    |
| Mondrões                       | 59,43 | 30,69 | 3,14  | 1,35 | 0,75 | 668      |
| Mouçós e Lamares               | 53,74 | 33,86 | 4,23  | 2,37 | 2,00 | 2 153    |
| Nogueira e Ermida              | 51,12 | 35,47 | 6,84  | 1,26 | 1,68 | 716      |
| Parada de Cunhos               | 53,53 | 33,06 | 4,53  | 3,35 | 1,72 | 1 104    |
| Pena, Quintã e Vila Cova       | 45,10 | 46,08 | 1,96  | 1,47 | 0,82 | 612      |
| São Tomé do Castelo e Justes   | 59,33 | 27,71 | 2,97  | 4,52 | 1,43 | 841      |
| Torgueda                       | 55,40 | 37,44 | 1,24  | 1,15 | 0,86 | 1 047    |
| Vila Marim                     | 67,93 | 23,60 | 2,22  | 1,81 | 0,82 | 1 216    |
| Vila Real                      | 57,21 | 26,59 | 4,66  | 4,75 | 2,93 | 9 633    |
| Vila Real                      | 57,24 | 29,11 | 4,47  | 3,09 | 2,17 | 31 422   |

#### Juntas de Freguesia
| Partido                 | Partido                        | Votos  | %               | +/-   | Presidentes | +/-     | Mandatos  | +/-     |
| ----------------------- | ------------------------------ | ------ | --------------- | ----- | ----------- | ------- | --------- | ------- |
|                         | Partido Socialista             | 15 542 | 49,46 / 100,00  | 5,63  | 14 / 20     | 7       | 94 / 180  | 11      |
|                         | Partido Social Democrata       | 9 883  | 31,45 / 100,00  | 11,07 | 3 / 20      | 10      | 63 / 180  | 31      |
|                         | Grupo de Cidadãos              | 2 212  | 7,04 / 100,00   | 6,49  | 3 / 20      | 3       | 19 / 180  | 18      |
|                         | CDS – Partido Popular          | 1 487  | 4,73 / 100,00   | 1,07  | 0 / 20      | Estável | 4 / 180   | 3       |
|                         | Coligação Democrática Unitária | 651    | 2,07 / 100,00   | 0,78  | 0 / 20      | Estável | 0 / 180   | 1       |
|                         | Bloco de Esquerda              | 368    | 1,17 / 100,00   | 0,34  | 0 / 20      | Estável | 0 / 180   | Estável |
| Votos Inválidos         | Votos Inválidos                | 1 281  | 4,08 / 100,00   | 0,99  |             |         |           |         |
| Total                   | Total                          | 31 424 | 100,00 / 100,00 |       | 20 / 20     |         | 180 / 180 |         |
| Eleitorado/Participação | Eleitorado/Participação        | 50 698 | 61,98 / 100,00  | 1,81  |             |         |           |         |

| Freguesia                      | Partido Vencedor | Partido Vencedor         | %              | Mandatos |
| ------------------------------ | ---------------- | ------------------------ | -------------- | -------- |
| Abaças                         |                  | Partido Socialista       | 57,61 / 100,00 | 6 / 9    |
| Adoufe e Vilarinho de Samardã  |                  | Partido Socialista       | 54,39 / 100,00 | 5 / 9    |
| Andrães                        |                  | Partido Socialista       | 51,18 / 100,00 | 5 / 9    |
| Arroios                        |                  | Grupo de Cidadãos        | 48,09 / 100,00 | 5 / 9    |
| Borbela e Lamas de Olo         |                  | Partido Socialista       | 63,09 / 100,00 | 7 / 9    |
| Campeã                         |                  | Partido Socialista       | 56,95 / 100,00 | 6 / 9    |
| Constantim e Vale de Nogueiras |                  | Partido Socialista       | 48,35 / 100,00 | 5 / 9    |
| Folhadela                      |                  | Partido Socialista       | 63,36 / 100,00 | 7 / 9    |
| Guiães                         |                  | Partido Socialista       | 62,47 / 100,00 | 5 / 7    |
| Lordelo                        |                  | Grupo de Cidadãos        | 73,13 / 100,00 | 8 / 9    |
| Mateus                         |                  | Partido Socialista       | 65,35 / 100,00 | 7 / 9    |
| Mondrões                       |                  | Partido Socialista       | 56,44 / 100,00 | 5 / 9    |
| Mouçós e Lamares               |                  | Partido Socialista       | 46,08 / 100,00 | 5 / 9    |
| Nogueira e Ermida              |                  | Partido Social Democrata | 44,06 / 100,00 | 4 / 9    |
| Parada de Cunhos               |                  | Partido Social Democrata | 45,56 / 100,00 | 5 / 9    |
| Pena, Quintã e Vila Cova       |                  | Partido Social Democrata | 61,54 / 100,00 | 5 / 7    |
| São Tomé do Castelo e Justes   |                  | Grupo de Cidadãos        | 62,19 / 100,00 | 5 / 7    |
| Torgueda                       |                  | Partido Socialista       | 50,62 / 100,00 | 5 / 9    |
| Vila Marim                     |                  | Partido Socialista       | 70,48 / 100,00 | 7 / 9    |
| Vila Real                      |                  | Partido Socialista       | 56,88 / 100,00 | 9 / 13   |